# Roberval (Oise)
Pour les articles homonymes, voir Roberval.
Roberval est une commune française située dans le département de l'Oise, en région Hauts-de-France.

## Géographie

### Localisation et communes limitrophes
La commune de Roberval est située à l'est de la forêt d'Halatte et à une distance orthodromique de 54,0 km au nord-est de la cathédrale Notre-Dame de Paris.
Roberval ne compte que trois communes limitrophes : Pontpoint au nord et à l'ouest ; Rhuis au nord et à l'est ; et Villeneuve-sur-Verberie au sud-est (hameau de Noël-Saint-Martin) ainsi qu'au sud. La commune n'atteint pas l'Oise et ne comprend aucune parcelle de la forêt d'Halatte, mais de nombreux bois privés et communaux (dont le bois de la Gruerie attenante à la forêt d'Halatte).
|           | Rhuis    |                         |
| Pontpoint | Roberval |                         |
|           |          | Villeneuve-sur-Verberie |

### Morphologie urbaine
Roberval a la particularité d'être composée de hameaux, au nombre de sept, et de ne comporter aucun bourg sur le territoire de la commune. Dans le sud de l'Oise, ce type d'organisation spatiale de l'habitat constitue l'exception et ne concerne que de rares cas, comme notamment la commune voisine de Pontpoint (où toutefois l'ensemble des hameaux s'aligne le long d'un axe routier).

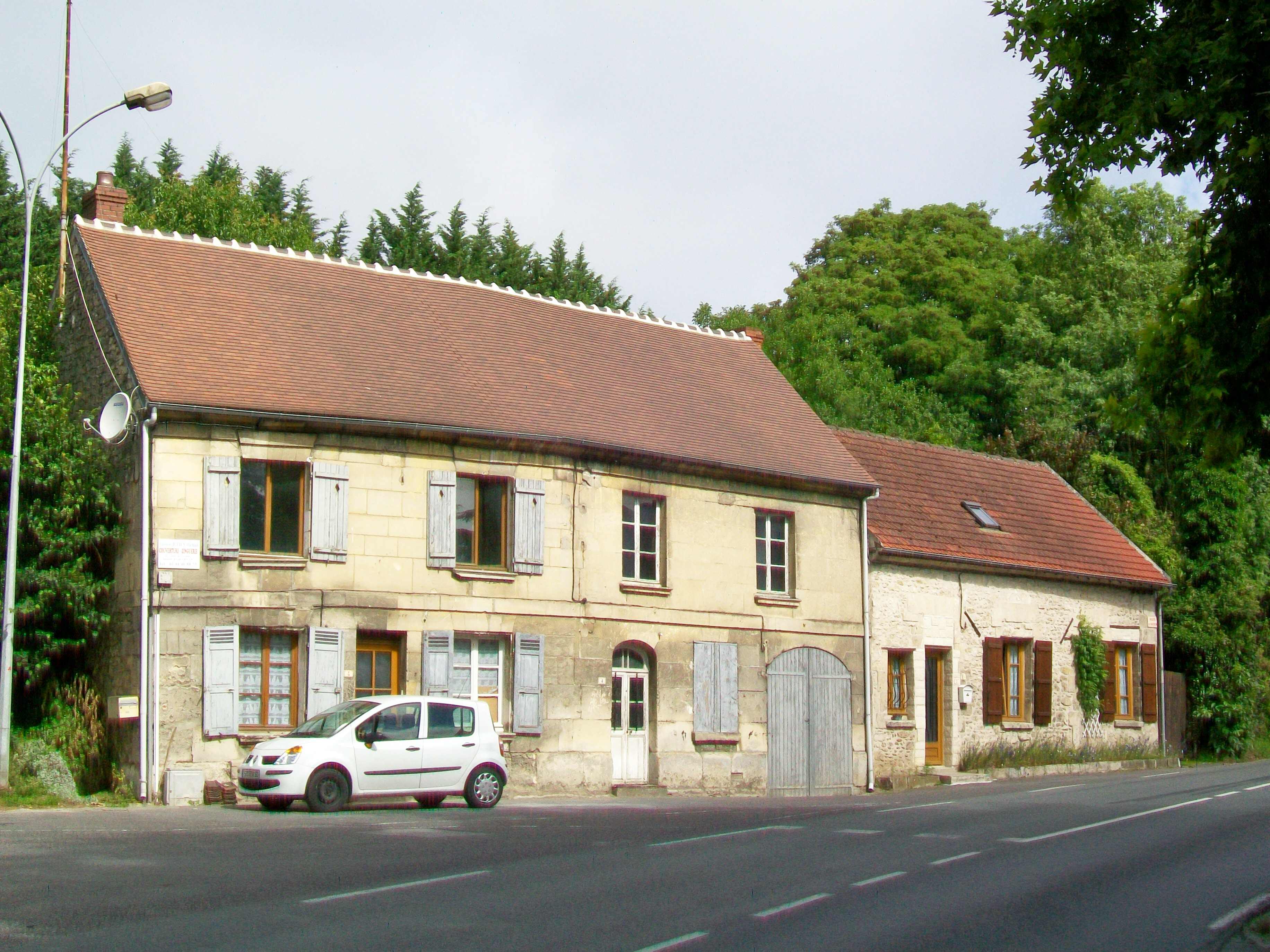
Maisons sur la place du Château, au hameau de Roberval.

Le nom de la commune provient du hameau en face du château, sous le haut viaduc de l'autoroute A1, au carrefour de la RD 100 et de trois chemins communaux. Au nord de ce hameau de Roberval, le long de la RD 100, et délimité par l'ancien moulin au carrefour avec la route de Rhuis au sud et par le carrefour avec la route de Moru au nord, s'étale le hameau de Guidon. Ensuite, le hameau suivant est Moru, appartenant pour sa majeure partie à la commune de Pontpoint, sauf pour la rue des Écoles au sud de ce hameau, qui appartient à Roberval. C'est là que se situe l'école commune aux trois communes de Roberval, Rhuis et Pontpoint (pour son hameau de Moru). - En revenant au château, l'on trouve au sud-est, quasiment en continuité, le hameau des Carrieuses, et au sud-ouest, le hameau de Fosse. Au sud, c'est le hameau de Noël-Saint-Remi, dont le noyau est constitué par les maisons autour de l'église. La mairie-école a été construite à mi-chemin entre le hameau initial de Roberval et Noël-Saint-Remi, et le nom de ce dernier est tombé en désuétude, ne paraissant plus sur les cartes topographiques : les deux hameaux sont aujourd'hui considérés, dans leur ensemble, comme le village de Roberval. Finalement, reste à signaler le hameau du Fond-Maillet, à plus d'un kilomètre au sud-ouest de Noël-Saint-Remi en lisière de la forêt d'Halatte. C'est le plus petit des hameaux ; contrairement aux autres, il ne s'agit pas d'un alignement de maisons le long d'une rue, mais d'une ferme et d'une poignée de maisons s'agglomérant derrière.

### Hydrographie

#### Réseau hydrographique
La commune est située dans le bassin Seine-Normandie. Elle est drainée par le ru de Roucanne et,.

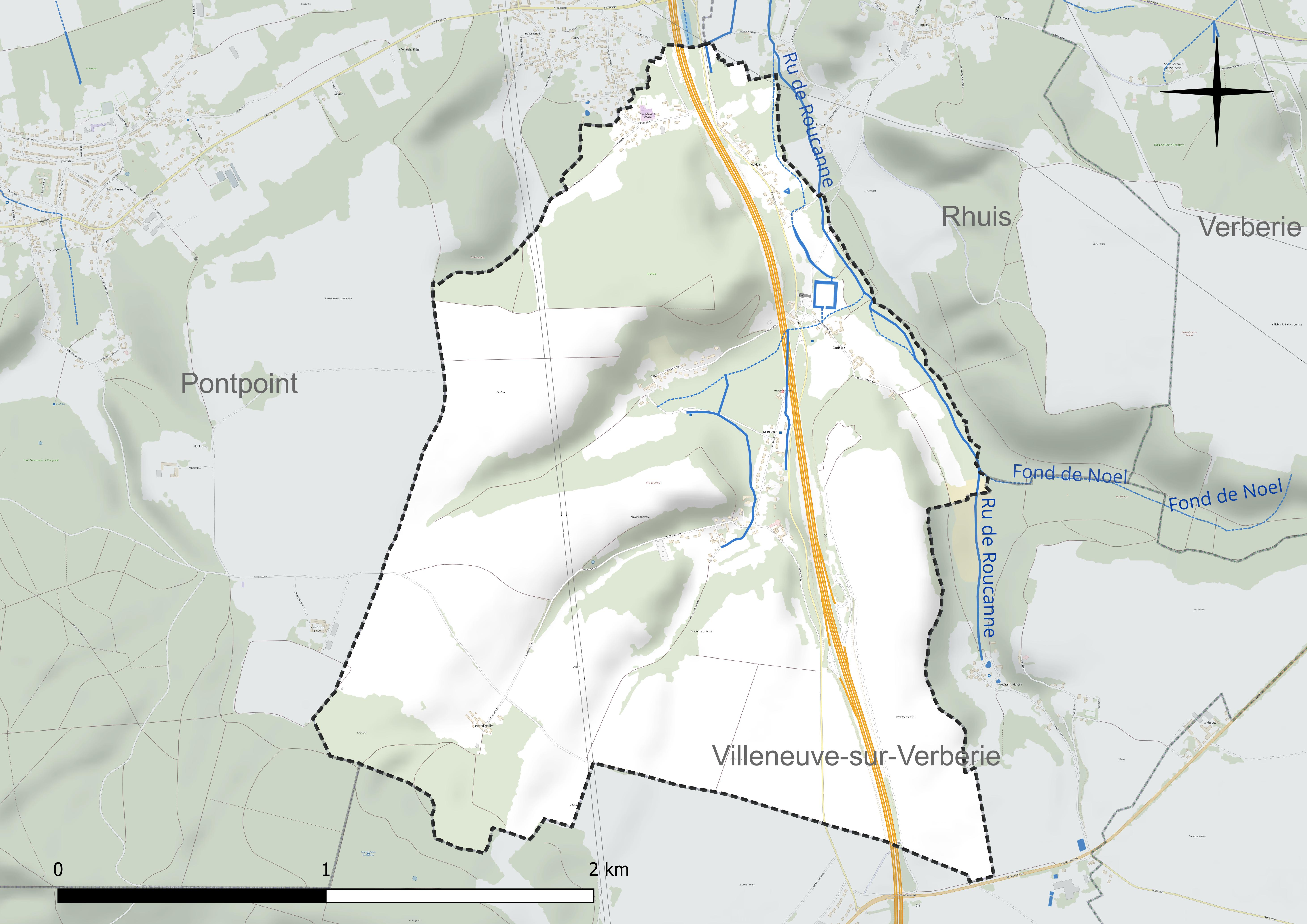
Réseau hydrographique de Roberval.

#### Gestion et qualité des eaux
Le territoire communal est couvert par le schéma d'aménagement et de gestion des eaux (SAGE) « Sensée ». Ce document de planification concerne un territoire de 789 km2 de superficie, délimité par trois bassins versants en totalité ou en partie (Aisne, Oise et Aronde). Le périmètre a été arrêté le 16 octobre 2001 et le SAGE proprement dit a été approuvé le 8 juin 2009, puis révisé le 27 novembre 2019. La structure porteuse de l'élaboration et de la mise en œuvre est le syndicat mixte Oise-Aronde.
La qualité des cours d'eau peut être consultée sur un site dédié géré par les agences de l'eau et l'Agence française pour la biodiversité.

### Climat
Pour des articles plus généraux, voir Climat des Hauts-de-France et Climat de l'Oise.
En 2010, le climat de la commune est de type climat océanique dégradé des plaines du Centre et du Nord, selon une étude du CNRS s'appuyant sur une série de données couvrant la période 1971-2000. En 2020, Météo-France publie une typologie des climats de la France métropolitaine dans laquelle la commune est dans une zone de transition entre le climat océanique et le climat océanique altéré et est dans la région climatique  Nord-est du bassin Parisien, caractérisée par un ensoleillement médiocre, une pluviométrie moyenne régulièrement répartie au cours de l'année et un hiver froid (3 °C).
Pour la période 1971-2000, la température annuelle moyenne est de 10,7 °C, avec une amplitude thermique annuelle de 14,6 °C. Le cumul annuel moyen de précipitations est de 731 mm, avec 10,1 jours de précipitations en janvier et 8,6 jours en juillet. Pour la période 1991-2020, la température moyenne annuelle observée sur la station météorologique la plus proche, située sur la commune de Creil à 15 km à vol d'oiseau, est de 11,2 °C et le cumul annuel moyen de précipitations est de 662,2 mm,. Pour l'avenir, les paramètres climatiques de la commune estimés pour 2050 selon différents scénarios d'émission de gaz à effet de serre sont consultables sur un site dédié publié par Météo-France en novembre 2022.

## Urbanisme

### Typologie
Au 1er janvier 2024, Roberval est catégorisée commune rurale à habitat dispersé, selon la nouvelle grille communale de densité à sept niveaux définie par l'Insee en 2022.
Elle est située hors unité urbaine. Par ailleurs la commune fait partie de l'aire d'attraction de Paris, dont elle est une commune de la couronne,.

### Occupation des sols
L'occupation des sols de la commune, telle qu'elle ressort de la base de données européenne d'occupation biophysique des sols Corine Land Cover (CLC), est marquée par l'importance des territoires agricoles (66,9 % en 2018), en diminution par rapport à 1990 (68,6 %). La répartition détaillée en 2018 est la suivante : 
terres arables (47,8 %), forêts (31,1 %), zones agricoles hétérogènes (19,1 %), zones urbanisées (1,9 %). L'évolution de l'occupation des sols de la commune et de ses infrastructures peut être observée sur les différentes représentations cartographiques du territoire : la carte de Cassini (XVIIIe siècle), la carte d'état-major (1820-1866) et les cartes ou photos aériennes de l'IGN pour la période actuelle (1950 à aujourd'hui).

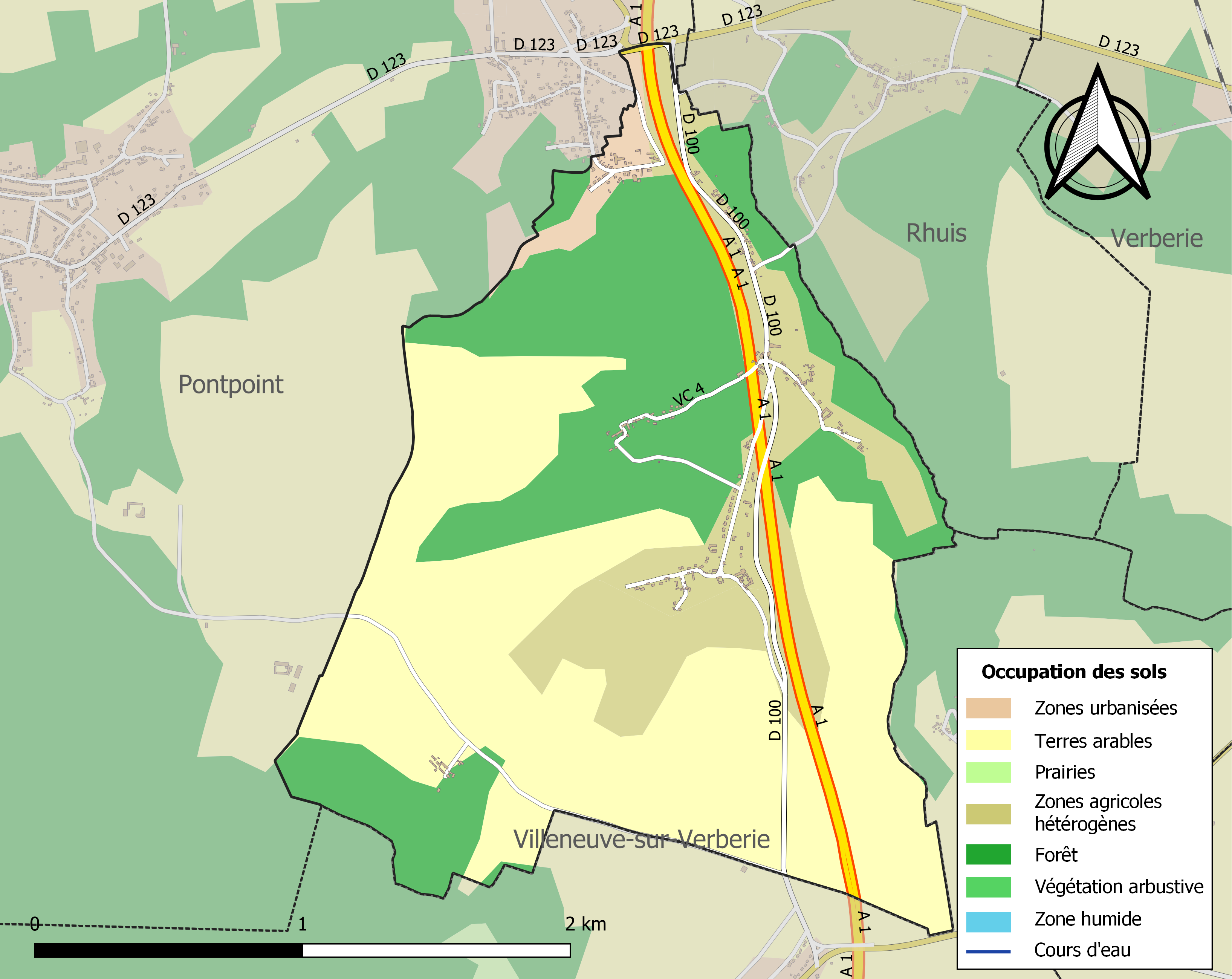
Carte des infrastructures et de l'occupation des sols de la commune en 2018 (CLC).

### Voies de communication et transports

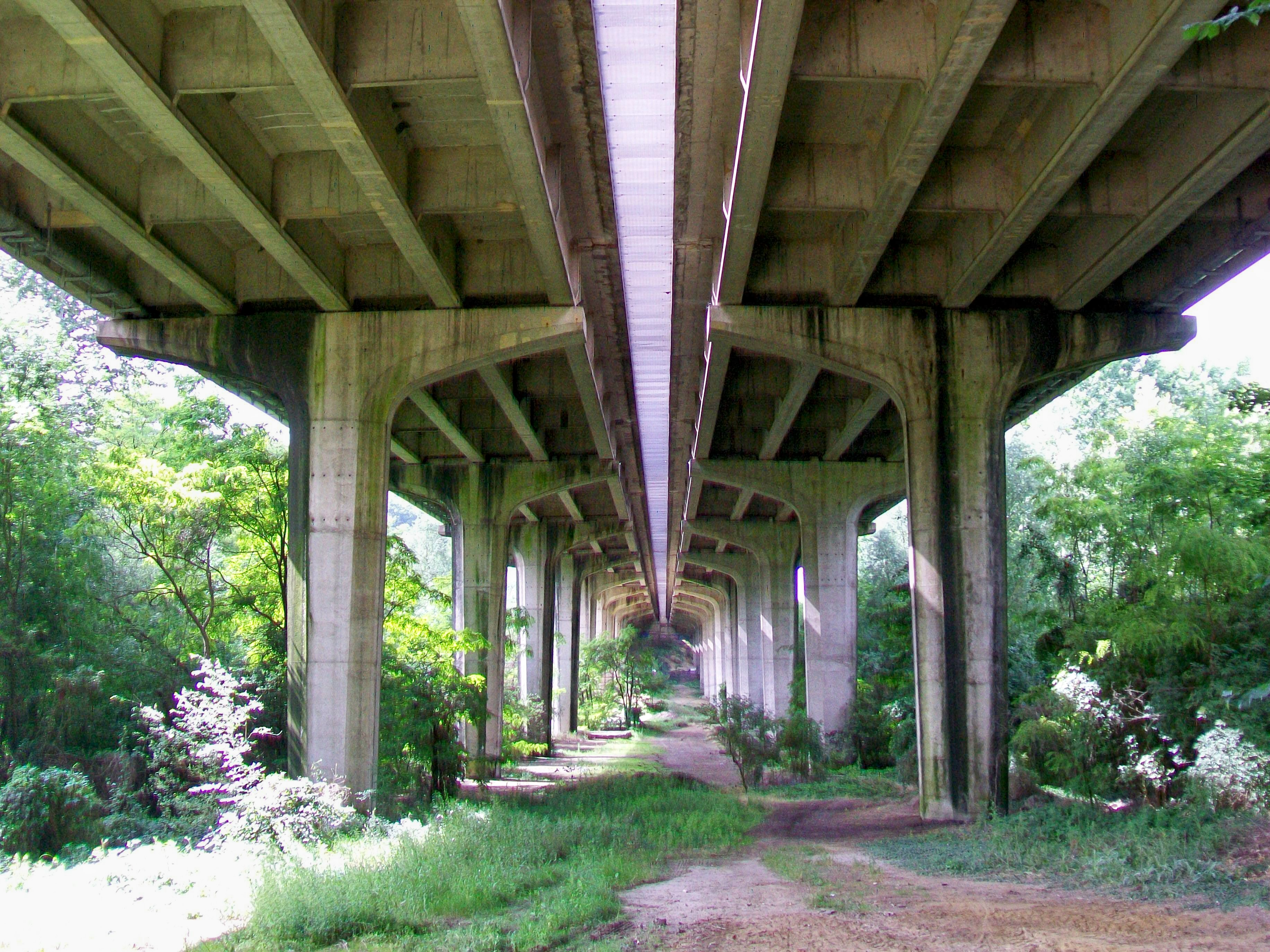
Le dessous du viaduc de l'autoroute A1, vu depuis le chemin de Fosse.

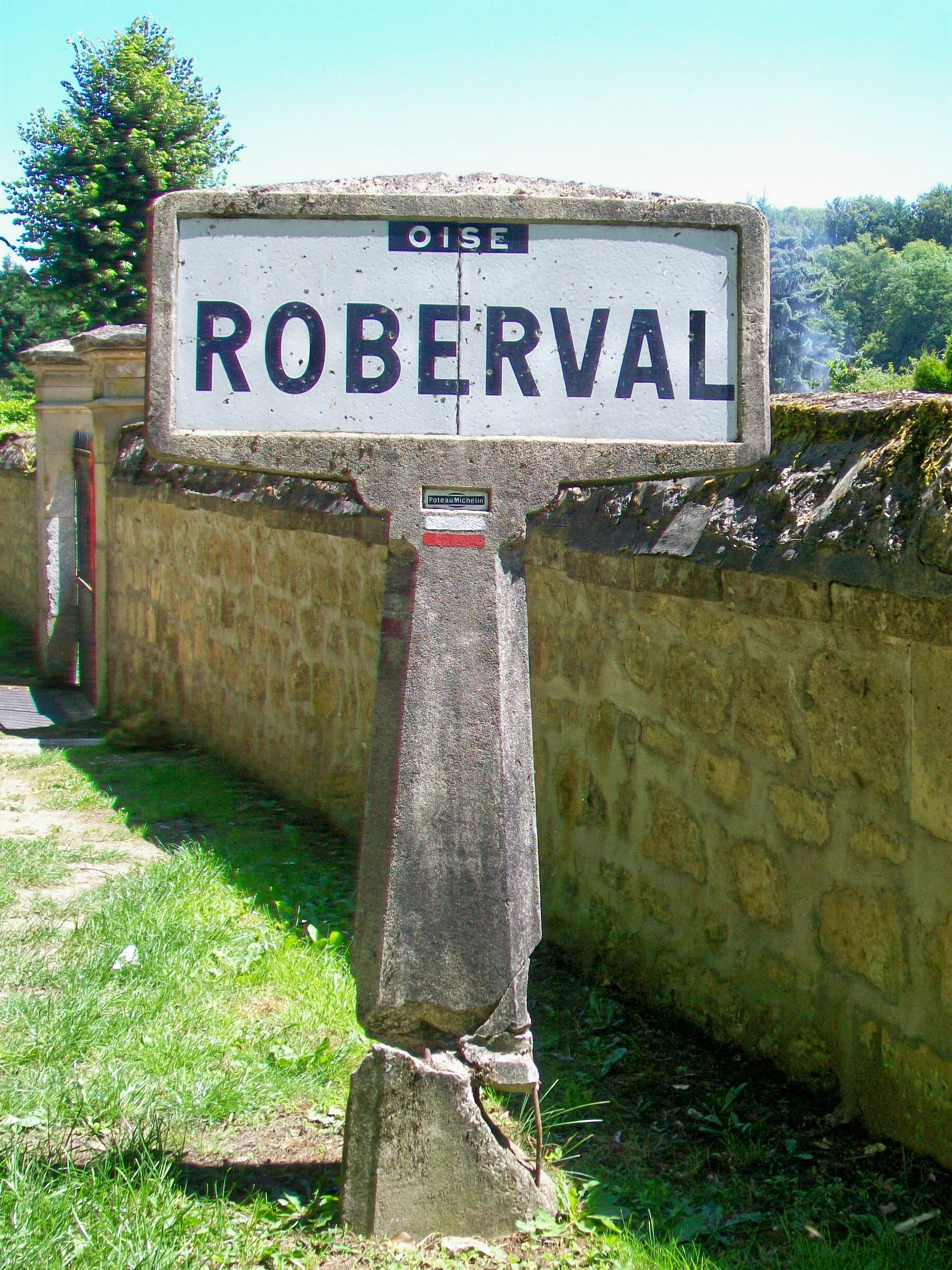
Poteau Michelin d'avant-guerre sur le chemin d'Harcelay, en provenance de Pontpoint.

#### Réseau routier
L'autoroute A1 qui traverse la commune en son milieu et dont le viaduc domine la place du village ne profite pas directement à Roberval. L'échangeur le plus proche dénommé « Pont-Sainte-Maxence » est éloigné de huit kilomètres et se situe près de Verberie, sur la commune de Longueil-Sainte-Marie.
Roberval est traversée par une route départementale d'importance locale, la RD 100 qui mène de Moru, hameau de Pontpoint voisin de la commune, au Plessis-Belleville. Depuis Moru, la RD 123 permet de rejoindre Pont-Sainte-Maxence ou Verberie.

#### Sentiers de randonnée
Le GR 12, en tronc commun avec le GR 655, traverse la commune de Roberval en venant de la forêt d'Halatte et en se dirigeant vers Rhuis et les rives de l'Oise. Toutefois, en l'absence de sentiers de randonnée à proprement parler, leur itinéraire emprunte des routes, dont la RD 100 fortement fréquentée à certaines heures, pendant 350 m. Il est également possible de relier Pontpoint à pied, en passant par des chemins communaux peu fréquentés par la circulation et des routes forestières, en lisière de la forêt d'Halatte. La commune de Roberval possède aussi de nombreux chemins ruraux qui se prêtent bien à la marche à pied ; l'inconvénient étant que la plupart de ces chemins se termine aujourd'hui en cul-de-sac pour avoir été absorbé par les surfaces agricoles ou pour manquer d'entretien. C'est notamment le cas des chemins au fond des cavées des Rois et de Fosse.

#### Transports en commun
La gare la plus proche, desservie par le TER Hauts-de-France, est celle de Pont-Sainte-Maxence, principale gare entre Creil et Compiègne sur la ligne Paris - Saint-Quentin, située à près de neuf kilomètres au nord-ouest.
La commune est desservie, en 2023, par les lignes 640, 6221, 6305 et 6323 du réseau interurbain de l'Oise. Elle est également desservie par le service de transport à la demande gratuit TAD'OHM mis en place par la communauté de communes des Pays d'Oise et d'Halatte.

## Toponymie
Le nom de la localité est attesté sous les formes de Roberti valle (vers 1171) ; Robertval (1211-12) ; apud robertval (1218) ; Odo de Robertval (1264) ; Roberti vallis (1267) ; Robertivilla (XIIIe) ; Roberval (1336) ; Roberval-la-Vallée (1794).

## Histoire

### Paléolithique inférieur
On trouve les premières traces d'occupation humaine vers -100 000 ans (Acheuléens) dans l'Oise et vers Moru. Des sites néolithiques sont mis au jour à Harcelay, Long-Champ, Sur-Fosse, Haute-Borne.

### Époque gauloise
La limite entre les tribus bellovaque et suessione est fixée sur le Rouanne. Les vallons (Fosse) et plateaux (Taillis-Bois, Long-Champ…) sont peuplés et cultivés par les Gaulois.

### Antiquité
Des villas sont bâties sur les plateaux méridionaux, tous les 800 m (sites du Chemin-Blanc, du Long-Champ, des Taillis-Bois), dans les vallons se dressent des villages (Roberval, l'Épinette) et des hameaux (Fosse, Derrière-Hour, Guidon). Il y a une fonderie (Cornouiller) et un hameau (Harcelay) sur les plateaux.

### Le Moyen Âge
L'église de Roberval est dédiée à saint Rémi, évêque de Reims, très vénéré sous la dynastie mérovingienne dès sa mort intervenue vers 533. Il existe quatre-vingt-quatre titulatures à saint Rémi en Picardie, dont Barbery et Orrouy. Ce vocable est peut-être choisi dès la construction de la chapelle de Noël-Saint-Remy (ancien nom du village), mais la vie d'Hincmar, archevêque de Reims, indique qu'il trouva la mort vers 882 en fuyant devant les Normands avec les reliques de saint Rémi. Son rôle dans le règlement de la querelle des deux évêques (voir infra le chapitre sur l'église) et dans la propagation du culte de saint Rémi (il a écrit des mémoires) a peut-être poussé un évêque de Beauvais de cette époque à dédier à saint Rémi la chapelle du hameau de « Noël-en-Beauvaisis » de lors. Sa fête est officiellement fixée au 1er octobre, anniversaire d'une translation de reliques, mais la fête patronale de Roberval a lieu le premier dimanche d'octobre.
Le moulin à eau de Roberval, connu comme le moulin Henri, est cité pour la première fois en 1211 à l'occasion d'un conflit qui oppose les moines du prieuré Saint-Nicolas-d'Acy-lès-Senlis au chevalier Roger de Verberie, prévôt royal de ce bourg. Roger représente aussi les intérêts de Robert de Sacy, du chevalier Hugues de Longueau et des Venatores de Villers. Après beaucoup de discussions, ils en viennent à l'accord suivant : le prieur de Saint-Nicolas aura la moitié du moulin, libre de toute coutume, comme elle lui a été confirmée par le roi Louis VII le Jeune (qui régna de 1131 à 1179), et les autres la deuxième moitié en indivision. Le paiement du cens et des autres dépenses générées par le moulin sera partagé pour moitié entre le prieur et les autres personnes. Il a été aussi ajouté que nul ne prendra, sous prétexte du défaut de sa partie, les meules du moulin ni les ferrements. La famille de Sacy possède encore des droits sur ce moulin jusqu'en 1274, date à laquelle Gilles de Sacy vend tous ses droits aux moines de Saint-Nicolas d'Acy.
Quelques années plus tard, un conflit d'un autre genre oppose le nouveau seigneur de Roberval aux moines de Saint-Nicolas. Jean de Roberval dit le Gaigneur (Johannes dictus Lucrator, Dominus de Roberti-Valle) se soumet en mai 1291 à l'arbitrage de l'abbé de Saint-Denis. Il s'était emparé du moulin Henry et d'un jardin situé à Roberval, et dépendant du prieuré de Saint-Nicolas d'Acy, sous prétexte que les devoirs féodaux étaient négligés. On lui promit un cens annuel de vingt sols parisis. Il rendit les biens. Le moulin est vendu en 1528 par Olivier Bohuon, maire de Rhuis à Jean-François de Larocque, seigneur de Roberval.
Au Moyen Âge, le moulin est entouré de prés, de bois d'aulnes et de tourbières : en 1390, un dénombrement de la seigneurie de Rhuis mentionne un lieu-dit « es tourbières de Vaulx dessoux le Valet Lambert, tenant au pre du molin Henry ». Un autre dénombrement de 1416 précise que « deux arpens d'aulnoy souloient estre près séans du moulin Henry ».
Des « Joyeux », soldats du bataillon d'infanterie légère d'Afrique (disciplinaire), sont logés en 1914 au moulin qui s'appelle alors Moulin Darche, du nom du dernier meunier, Édouard Darche (1891). Une lampe tombe dans la paille et met le feu. Les Joyeux s'enfuirent en sautant par les fenêtres du premier étage car celles du rez-de-chaussée étaient grillagées. Le moulin est définitivement détruit en 1918 par le maçon Georges Lequeux, il reste la grange, la rivière et le bief.

### L'époque moderne jusqu'à la Révolution
Charles de Rohan, prince de Soubise et d'Epinoy et duc de Ventadour, hérita de la seigneurie de Roberval, Rhuis et Saint-Germain-lès-Verberie en 1749 à l'âge de trente-quatre ans. Il succède à son fameux grand-père, Hercule-Mériadec de Rohan-Guéméné, mort sans enfant vivant, et devient ainsi duc de Rohan-Rohan. La seigneurie appartient depuis 1641 à la célèbre famille qui donna à la France un archevêque (Henri de La Mothe-Houdancourt, seigneur de Roberval de 1641 à 1684), une gouvernante des enfants de Louis XIV (Charlotte, duchesse de Ventadour, seigneur de nos villages de 1684 à 1691) et plusieurs princes dont Louis-Charles de la Tour d'Auvergne, prince de Turenne, seigneur de 1691 à 1692.
Très attaché à sa seigneurie, pourtant modeste, de Roberval, Soubise y vient surtout entre 1749 et 1756, avant d'être occupé par la guerre de Sept Ans. C'est probablement ce prince qui fait profondément modifier l'aspect du château de Roberval pour le mettre à la toute dernière mode. Lorsqu'il en hérite, le bâtiment date encore pour l'essentiel de l'époque de Larocque, le colonisateur du Canada. Il présente alors un plan en croix et une décoration qui évoque la deuxième Renaissance française (vers 1530/1560).
Le prince de Soubise fait abattre l'aile nord, puis redécore la façade et les intérieurs dans le style Louis XVI (en vogue de 1755 à 1780 environ et inspiré par la découverte de Pompéï). La façade, entièrement modifiée dans un style assez sobre et très élégant, est ornée d'un balcon supporté par deux colonnes aux chapiteaux doriques, elles-mêmes encadrées par deux « échelles » de pierre typiques du style Louis XVI. Le parc est sans doute également réaménagé, mais on ignore le rôle exact du prince de Soubise dans son aspect actuel. Il est sans doute le commanditaire du jardin potager à la française, attribué à l'école de Le Nôtre. Le prince de Soubise donne ensuite de grandes réceptions au château et le loue parfois également (il faut bien rentabiliser les travaux !) à de grandes familles comme celle des Trudaine, riches négociants d'Amiens.
En 1753, Soubise fait réaliser une promenade-perspective (l'actuelle route de l'Église, à Roberval) entre son château et l'église du village, afin de remplacer le chemin tortueux et souvent inondé qui partait de l'actuelle « Basse Cour » du château. Les travaux sont réalisés gratuitement par les Robervallois au titre de l'impôt féodal de la corvée. Soubise, bon prince, offre le terrain nécessaire. La Chaussée Neuve, comme on l'appelle alors, est un axe rectiligne de 1 540 m de développement constitué d'un fort remblai planté d'arbres. La moitié de ces arbres, devenus centenaires, seront d'ailleurs abattus en 1853 pour financer la construction de l'école. (La SANEF a choisi de planter en 1964 deux piliers du viaduc au beau milieu de la perspective, rompant ainsi un des seuls exemples d'urbanisme du siècle des Lumières dans un village de l'Oise.)
À partir de 1780, Soubise tente également de mettre en valeur les pentes sablonneuses des coteaux de Roberval-Rhuis en y faisant planter des pins noirs. Malgré les destructions dues au passage de l'autoroute, il en reste de magnifiques descendants au-dessus de Noël-Saint-Remy, dominant le vallon de leur majestueuse silhouette sombre. Mais le prince de Soubise ne pourra pas transmettre sa seigneurie à ses deux filles. Roberval sera en effet concerné par la célèbre escroquerie du « collier de la reine ». Pour résumer l'affaire, on dira que le cardinal de Rohan, frère de Soubise et amant de Marie-Antoinette, achète pour le compte de cette dernière, à crédit, un magnifique collier au prix faramineux de 1 600 000 livres. Il le confie ensuite à une certaine Jeanne de la Mothe-Valois qui promet que Marie-Antoinette le rembourserait. En fait, l'aventurière vend le collier et Marie-Antoinette, qui n'était pas au courant, refuse de payer le cardinal. Un procès suivra au cours duquel ce dernier sera innocenté mais devra néanmoins rembourser le bijoutier. La famille du cardinal l'aide alors à réunir la somme, et en particulier le prince de Soubise, qui doit vendre la seigneurie de Roberval. Celle-ci recouvre alors, outre Roberval, Rhuis et Saint-Germain-lès-Verberie, les hameaux de Bacouël, Noël-Saint-Remy, Noël-Saint-Martin et Montvinet. Soubise vend le domaine 190 000 livres le 27 novembre 1784 à Achille-René d'Avesne de Fontaine. Mais cette somme, dérisoire au regard du prix du collier, profitera surtout aux créanciers de Soubise. Roberval était hypothéqué !
Le prince de Soubise, beaucoup plus présent à Roberval que ses prédécesseurs, restera donc dans les mémoires locales pour avoir profondément modifié l'environnement des Robervallois en redécorant le château, en créant la promenade-perspective de l'église et en boisant les coteaux en pins noirs.
La construction d'un nouveau ce presbytère a été projetée dès 1787 sur l'emplacement d'une vieille grange appartenant au curé Clauzier, afin de remplacer l'ancien presbytère. Ce dernier, situé juste en face de l'église était en effet, d'après le curé, « envahi d'animaux de toutes espèces et inondé à chaque pluie depuis la suppression du mur de clôture qui le protégeait, les ravines ont envahi le canal et fait périr le poisson ». Les travaux ne sont entamés par le maçon Montarrain que le 8 juillet 1789, soit trois jours avant la prise de la Bastille. Ce n'est pourtant pas la Révolution qui va interrompre les travaux, mais la mauvaise volonté de certains habitants, non concernés, refusant de participer aux frais. Le presbytère reste longtemps inachevé. En 1798, il n'existe qu'une carcasse sans fenêtres ni portes, mal construite avec du mauvais mortier ; deux murs sont déversés, lézardés et calcinés. Il a été incendié et il est vendu en 1798 à un riche cultivateur de Verberie, Jacques Duvivier. Le presbytère ne sera terminé et livré au curé qu'après la Révolution,.

### La période révolutionnaire
Un citoyen de Roberval est recruté comme volontaire sous la Convention ; c'est le capitaine Parage. Cet homme de guerre révolutionnaire fut promu capitaine de la Compagnie de Crépy-en-Valois à la bataille de Lille en 1792. Après 4 mois de combats, Parage retourne à l'arrière avec ce qui reste de sa compagnie. Il est reçu le 30 décembre 1792 à la mairie de Verberie, alors chef-lieu de canton. Le capitaine Parage demande la permission d'y déposer l'étendard de sa compagnie. Ce dépôt sera l'occasion d'une grande cérémonie patriotique le 6 janvier 1793.
Le capitaine Parage entre dans la salle des séances à la tête de ses 42 hommes. Il fait un discours dans lequel il rappelle les vertus civiques et le courage dont firent preuve ses hommes dans divers combats. Puis il déclare « je suis heureux de déposer à la mairie ce guidon qui a été le signe de ralliement devant l'ennemi ». Le maire de Verberie et ses conseillers font ensuite quelques discours avant d'accorder à ceux des soldats qui sont « restés fidèles au drapeau sous le feu de l'ennemi » une gratification de dix francs. Le capitaine Parage désigne alors 34 de ses hommes. Cette cérémonie nous montre l'importance que revêt le culte des valeurs civiques et la propagande pour la « défense de la Révolution » sous la Convention.

### LeXIXesiècle

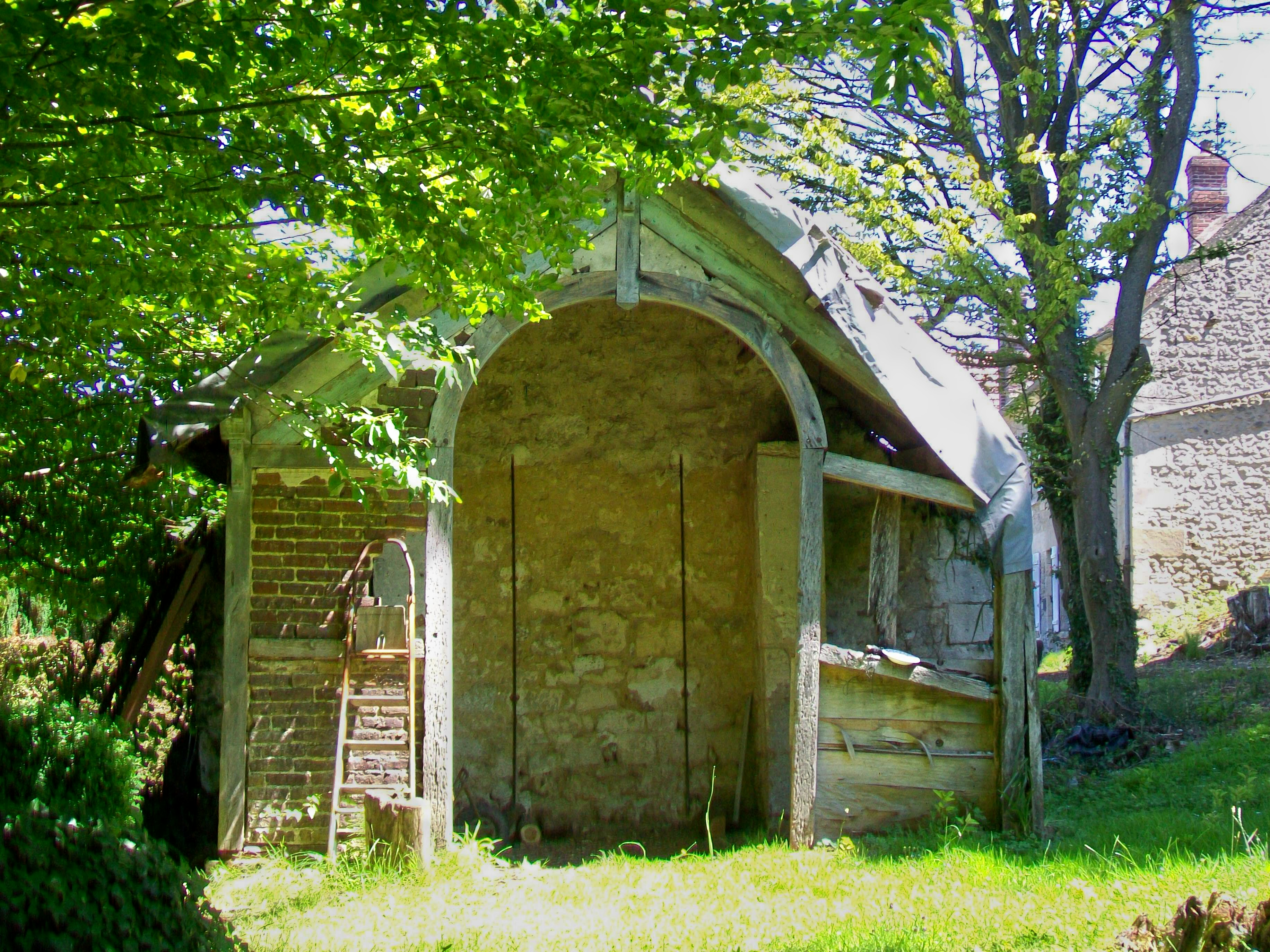
Le jeu d'arc au hameau des Carrieuses ; abandonné, il menace ruine. L'autre butte en face a déjà disparu.

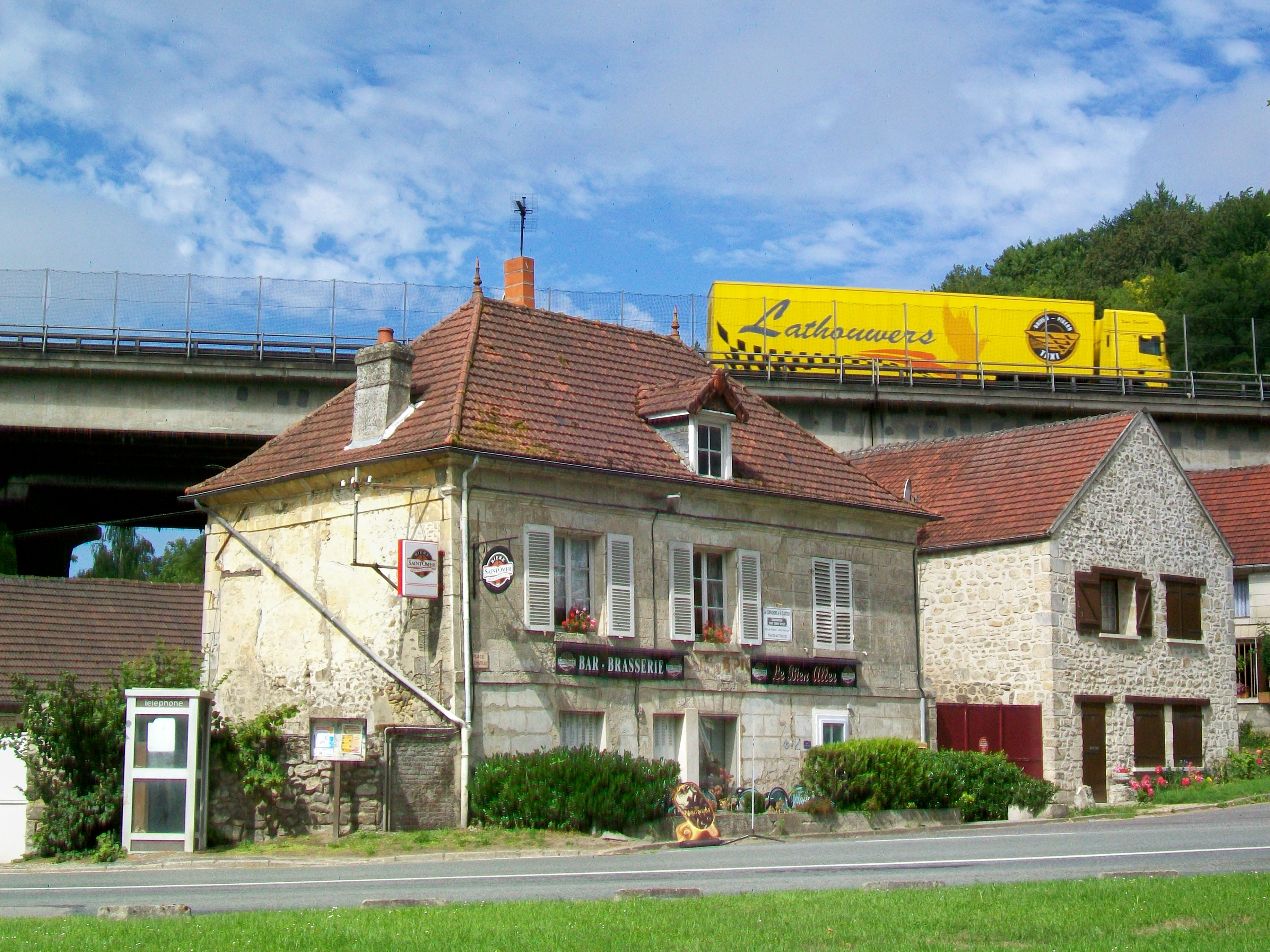
Le café du village, sur la place du château, surmonté par le viaduc de l'autoroute A1.

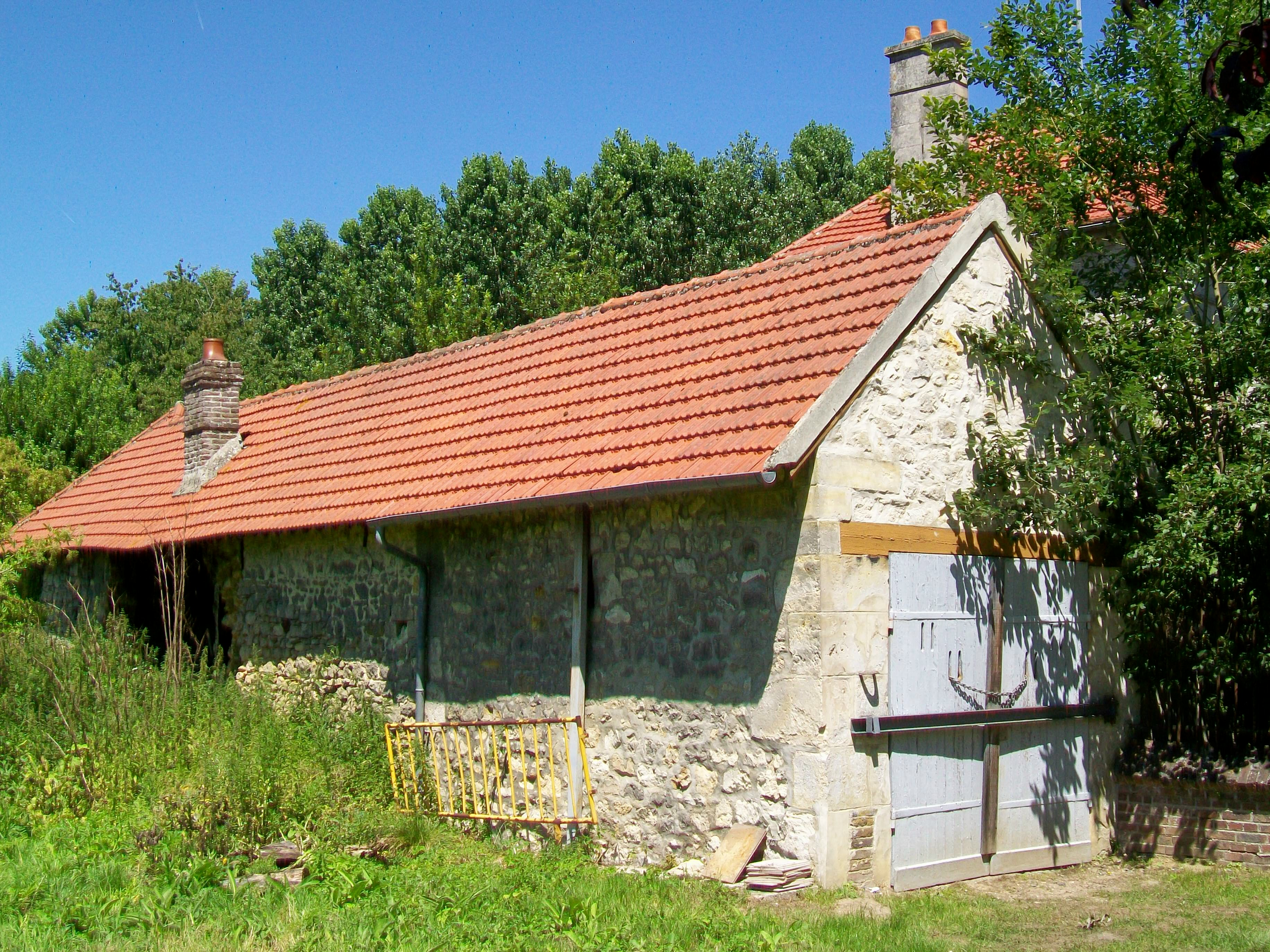
Ancienne remise des pompiers, près de la mairie, route de l'Église.

La Société du grand jeu d'arc de Roberval est refondée en juin 1823 par I.-C. Davène de Roberval et 21 Robervallois. Le jeu d'arc, constitué de deux petits édifices placés à chaque extrémité d'une allée, est bâti en 1830. Le « tirage de l'oiseau », placé en haut d'une perche, se faisait le premier dimanche de mai, après vêpres, et le vainqueur était proclamé « roi ». En janvier, il recevait le « bouquet » puis les archers allaient offrir le pain bénit à la messe. Interrompue à cause de la guerre de 1870, la compagnie est refondée en 1901 par Pierre de Roberval dans le café bien nommé « saint Sébastien » (patron des archers, voir « le café de Roberval ») et le jeu d'arc reconstruit à son ancien emplacement.
À partir des années 1830, Roberval s'équipe de lavoirs afin d'améliorer l'hygiène et de faciliter le lavage du linge. Les lavandières faisaient d'abord « essanger » le linge (tremper dans de la lessive) puis le décrassaient au lavoir. Le lendemain, les lavandières faisaient bouillir le linge dans des « cuviers » en bois d'un mètre de diamètre et hauts de 40 cm. Elles déposaient au fond des bâtons de viorne ou des sarments de vigne puis un « cendrier » (drap dans lequel on mettait de la cendre) puis le linge à laver et des feuilles de saponaires séchées (ou, plus tard, de lessive de Marseille fondue à part dans une casserole). Le linge devait bouillir toute la journée. Il était ensuite transporté en brouette au lavoir pour le rincer à l'aide d'un battoir. Les lavandières s'agenouillaient dans des « bachots », boites emplies de paille et de foin, plus confortables que le sol. La lessive n'était alors faite que tous les deux mois, vu le gros effort de travail qu'elle demandait.
Au XIXe siècle, le café « Au Bien-Aller » se nommait « au Saint-Sébastien ». Le bâtiment actuel date de cette époque. Ce fut aussi un restaurant où la patronne préparait les repas dans une vaste cheminée de deux mètres de large. La spécialité était le « boudibi » ou « boudinée », charcuterie maison (saucisses, boudin, saucisson, jambon, etc.). On s'occupait aussi de vendre du bois de chauffage exploité dans le domaine du château. On buvait alors presque exclusivement de la « goutte » (eau-de-vie de cidre), le vin n'était guère consommé. Le dimanche, on buvait de l'absinthe, du malaga. Vers 1900, on produisait encore un peu de vin à Roberval. Les consommateurs se distrayaient en jouant aux cartes ou au billard. En septembre 1870, des soldats prussiens viennent au café, réclament un litre d'anisette et quatre paquets de cigares à M. Gacogne et partent sans payer. Le cafetier demandera le remboursement à la commune. À partir de 1908, une épicerie vint s'adjoindre au café, on y éditait des cartes postales de Roberval. Jusqu'en 1918, le café devait faire face à la « concurrence » de deux autres bars, qui ne servaient que de la goutte, sur la Place et à Guidon. Plus tard, le propriétaire fit le tour de Roberval avec une épicerie ambulante et donnait un bal tous les dimanches au café. Après 1945, des projections de films précédaient le bal du dimanche. Le café est rebaptisé « Au Viaduc » dans les années 1980 puis « Au Bien Aller » (terme de vénerie) en 1996.
La première mairie-école se dressait à gauche de l'église, sur la place de Noël-Saint-Remy. Maison basse couverte de chaume, elle était composée de trois pièces : la classe, la mairie et le logement de l'instituteur. Le bâtiment est quasiment en ruine en 1828, et la mairie et l'école doivent déménager dans des locaux provisoires au hameau des Carrieuses jusqu'à ce que le bâtiment soit réparé en 1835. La construction d'une nouvelle mairie-école s'avère toutefois indispensable. Entièrement financée par la vente du bois d'arbres appartenant à la commune et de l'ancienne école, le nouveau bâtiment est achevé en 1853.
La création d'un corps de pompiers est décidée en 1865 par le conseil municipal dirigé par le maire Edmond-Pierre Davène de Roberval. La municipalité achète des boyaux, des haches, des seaux, des casques, des ceintures et des sabres. Le maire offre pour sa part une pompe à incendie d'occasion. Vingt-cinq pompiers volontaires se présentent et M. Dupressoir est nommé sous-lieutenant de la Compagnie de Roberval.
La remise aux pompes est bâtie en 1866 en moellons, dans le prolongement des annexes de la mairie de l'époque. La pompe à incendie, trop vieille, doit être remplacée dès 1869, la nouvelle est montée sur charrette. Un « trapèze » (structure d'entraînement d'une vingtaine de mètres de haut) est édifié à proximité (où se dresse aujourd'hui l'arbre de la Victoire). Treize vestes de sapeurs pompiers sont achetées en 1889. La compagnie de Pompiers de Roberval est dissoute vers 1930. Les médailles glanées au cours de leurs exploits furent exposées dans la mairie jusqu'à leur destruction lors de l'incendie de 1993.

### LeXXesiècle
À la fin du XIXe siècle, le chemin de fer industriel Villeneuve-sur-Verberie - Moru (commune de Pontpoint) fut construit à travers le village. Sa vocation fut le transport de la production de plusieurs carrières jusqu'aux péniches de l'Oise. Auparavant, les pierres et le sable étaient acheminés par tombereaux tirés par des chevaux. La remise à locomotives subsiste toujours, constitué de bâtiments de briques et d'un hangar. Derrière ce hangar se trouvent encore les vestiges du funiculaire qui permettait d'évacuer les pierres de la carrière du Plant. Le train était également alimenté par la carrière de Villeneuve-sur-Verberie (encore en activité) et par celle de Carnage, à Roberval (détruite lors de la construction de l'autoroute). Avant 1920, une douzaine de wagons par train étaient tirés par une locomotive à vapeur. Après cette date, et grâce à la pose d'une nouvelle voie provenant de Fleurines, des locomotives diesel tirent jusqu'à vingt-deux wagons de six tonnes chacun. Lors de la construction de l'autoroute, en 1964, la voie fut déposée et les matériaux sont désormais transportés par camions. Le dépôt des machines est depuis lors utilisé comme dépôt par diverses entreprises.
Les combats de la Première Guerre mondiale débutèrent dans la région avec la destruction du pont de Verberie par les Allemands le 31 août 1914. Une rude bataille oppose les Allemands aux Britanniques à Néry (29 morts et 80 blessés). Le clocher de l'église de Rhuis est criblé par un obus allemand tiré depuis l'Orméon en novembre 1914. Les habitants de Roberval sont évacués vers le sud (par exemple à La Ferté-Alais). Senlis est prise le 3 septembre, puis les Allemands sont repoussés au-delà de l'Aisne où le front se stabilise. Dans la cavée de Fosse, sur le versant nord, face à la lisière du bois, le génie de l'armée réalisa un abri constitué d'une pièce en rondins de hêtre recouverte d'une butte de terre. Cet abri ne servit jamais, et son entrée fut bouchée peu après la guerre par des riverains. De même, la tranchée creusée en 1914 sur le rebord du plateau du « Plant », orientée vers la vallée de Roberval, n'eut jamais à servir. Elle fut constituée d'un fossé de trente mètres de long, dont le plan en baïonnette est coupés à deux reprises par des chicanes de deux mètres de côté.
Les dommages de guerre subis par Roberval ne lui seront remboursés qu'en 1925 (ils se monteront à 102 francs).
En 1919, le maçon George Lequeux construit un four à chaux, constitué d'une tour en pierre, à flanc de talus. On le chargeait par le haut de couches de charbon de bois et de fagots et de couches de calcaire intercalées. On allumait le tout par l'ouverture voûtée en briques situées à la base. Quand le calcaire avait brûlé, il s'était transformée en chaux vive. Le maçon la retirait du four et l'éteignait partiellement avant de pouvoir s'en servir comme d'un ciment.
En 1939, un projet de liaison autoroutière Paris-Lille est mis à l'étude mais différé à cause de la guerre. Un premier projet prévoit de faire passer l'autoroute dans le vallon du Rouanne, entre les Carrieuses et Noël-Saint-Martin. Un deuxième projet prévoit de franchir le vallon au moyen d'un très haut talus. C'est finalement le viaduc qui est retenu. Le dessin du viaduc a été réalisé en fonction des recommandations et des plans de l'architecte en chef des Monuments historiques, M. Paquet, qui voulait « allonger la ligne générale de l'ouvrage pour mieux l'accorder au style du château tout proche ». C'est M. Paquet qui est l'auteur des piles, de section octogonale s'évasant de bas en haut pour s'épanouir par un arrondi en un chevêtre aux extrémités fines.
Les travaux débutent en mars 1964. On commence par battre des pieux qu'il faut enfoncer violemment jusqu'à 16 m de profondeur, le sol étant très tourbeux. La construction des piles commence en juin 1964. Le tablier est terminé en janvier 1965 et l'ouvrage est livré par l'entreprise Léon Ballot en avril 1965. Le résultat est un viaduc de 544 m de long, d'une hauteur maximale de 19 m avec une pente de 3,1 % soutenue par 32 piles creuses. La section Paris-Roye est ouverte à la circulation le 29 novembre 1965. Le trafic est de 34 000 véhicules par jour en 1972, 40 000 en 1987 puis explose par la suite (85 000 au début du troisième millénaire).

### Repères chronologiques
- Début VIe : un certain Robert[Qui ?] et ses Francs développent le hameau de Roberval. Les hameaux de Fosse, des Taillis-Bois, du Long-Champ, de Derrière-Hour existent encore. Les plateaux méridionaux et les vallons sont encore un peu cultivés mais les plateaux occidentaux se recouvrent de forêt.
- Entre 750 et 800 : la première église de Roberval est bâtie à Noël-Saint-Remy (entièrement disparue).
- 842 : Roberval appartient au domaine royal, c'est une dépendance du palais de Pontpoint.
- 872 : Roberval se sépare de la paroisse voisine de Noël-Saint-Martin (la « Querelle des deux Évêques ») car elle est située dans un diocèse différent.
- 1096 : donation de l'église de Roberval à l'abbaye de Saint-Martin des Champs (Paris) par Guy Ier de la Tour, comte de Senlis. Le chœur et le clocher sont reconstruits (il en reste quelques sculptures romanes)
- 1143 : début des grands redéfrichements du plateau méridional, fondation de Villeneuve-sur-Verberie qui se sépare bientôt de Roberval.
- 1171 : Raoul de Robertval, premier seigneur connu, bâtit une forteresse (quelques vestiges), défriche 75 ha de bois, fonde les hameaux des Carrieuses et de Moru et réactive Fosse et Guidon.
- 1180 : le moulin Henry (derrière le château) dépend pour moitié du prieuré Saint-Nicolas d'Acy lès Senlis. La nef carolingienne de l'église est rebâtie avec un portail sculpté de style roman transition.
- 1196 : Philippe-Auguste abandonne sa suzeraineté sur Roberval au profit du comte normand Richard de Vernon, en échange du château de ce dernier.
- 1220 : le pressoir de Roberval (aux Carrieuses) appartient à l'abbaye Saint-Corneille de Compiègne.
- 1291 : Jehan le Gaigneur, bourgeois de Senlis (banquier), achète le fief de Roberval.
- 1411 : Jehan le Bruille, seigneur de Roberval, perd la moitié de ses revenus (Guerre de Cent Ans).
- 1456 : le chanoine Compiégnois Jehan de Jouennes donne le fief et la ferme d'Harcelay (1re mention) à l'abbaye du Moncel (Pontpoint).
- 1489 : les religieuses du Moncel fondent le hameau du Fond-Maillet pour défricher la Forêt d'Halatte.
- 1542 : Jean-François de Larocque, seigneur de Roberval, explore le Québec et le Labrador et dirige la première tentative de colonie au Canada (Charlesbourg-Royal, futur Cap-Rouge) qu'il renomme France-Roy. Il reconstruit le château, le pigeonnier ainsi que le chœur, le clocher et le porche de l'église de Roberval.
- 1602 : naissance à Roberval (dans un champ vers Noël-Saint-Martin) du mathématicien et physicien Gilles Personne qui prendra le nom de Roberval, cofondera l'Académie des sciences (1666) et inventera la balance à deux fléaux dite balance de Roberval (1668).
- 1684 : la duchesse de Ventadour, Charlotte de la Mothe-Houdancourt, est seigneur de Roberval. Elle vit à la cour à Versailles, c'est la gouvernante des enfants de Louis XIV (et sans doute son amante).
- 1749 : son arrière-petit-fils, Charles de Rohan-Soubise, reconstruit le château en style Rocaille, aménage le grand parc à l'anglaise, perce une avenue de 900 m pour les relier à l'église. L'« affaire du collier de la reine » l'oblige à tout vendre aux d'Avène de Fontaine, actuels propriétaires.
- 1789 : Louis de Bourbon, duc d'Enghien, se réfugie au château pendant les trois jours précédant son émigration vers la Russie.
- 1792 (Révolution) : le citoyen-capitaine Parage s'illustre lors de la guerre contre les Autrichiens à Lille.
- 1794 : le seigneur Achille-René d'Avène de Roberval et son fils sont emprisonnés à Chantilly et tous leurs biens sont confisqués jusqu'en 1802. Le presbytère est brûlé.
- 1833 : Louis-Philippe rattache autoritairement le hameau de Moru à la commune voisine de Pontpoint.
- 1855 : fondation de la ville de Roberval (Québec) ainsi nommée en l'honneur de l'explorateur.
- 1914-1918 : dix Robervallois sont tués au combat, le moulin est brûlé par des prisonniers. Un « arbre de la Victoire » est planté en 1919 et un monument aux morts est édifié dans le cimetière.
- 1964 : construction du viaduc de Roberval (800 m) qui permet à l'autoroute A1 d'enjamber le village. Fermeture du train de Roberval qui menait le sable des carrières de Villeneuve au port fluvial de Moru.

## Politique et administration

### Liste des maires
| Période      | Période                         | Identité         | Étiquette | Qualité                                            |
| ------------ | ------------------------------- | ---------------- | --------- | -------------------------------------------------- |
| 18 mars 2001 | 9 mars 2008                     | Raynal Degros    |           |                                                    |
| 9 mars 2008  | 2014                            | Ludovic Sarrazin |           | Conseiller en insertion sociale et professionnelle |
| 2014         | En cours (au 27 septembre 2014) | Martial Buteau   |           | Technicien                                         |

### Politique environnementale
La qualité exceptionnel du patrimoine paysager de Roberval est reconnue depuis longtemps par les naturalistes mais aussi, depuis les années 1970, par les différents services publics (Parlement européen, ministères de la Culture, de l'Agriculture ou de l'Environnement, etc.). C'est ainsi que toute une série de classements ont permis de garantir jusqu'à aujourd'hui une véritable qualité écologique à la commune. Certaines de ces protections, les moins contraignantes, concernent toute la superficie communale. D'autres sont plus restrictives et donc plus localisées.
- Le Parc naturel régional Oise-Pays de France créé en 2004 comprend l'ensemble du territoire de la commune de Roberval. Roberval est considéré comme une zone d'intérêt et de sensibilité paysagère. Selon le Parc, cet espace joue un rôle primordial dans l'identité et la qualité paysagère du territoire. De plus, le Parc a défini un corridor biologique potentiel[22] qui passe sous le viaduc et qui permet à la grande faune (cerfs, chevreuils et sangliers essentiellement) de circuler entre les massifs de Halatte et de Compiègne.
- Les zones ND du plan d'occupation des sols de Roberval sont les zones protégées au titre des sites et paysages (ainsi que les zones inconstructibles en raison des risques). La commune de Roberval compte 211 hectares de zones ND (43 % de sa superficie), s'étendant sur le bois du Plant, le bois du Croquet, les bois contiguës à la forêt d'Halatte, les bois s'étendant sur les différents coteaux de la commune ainsi que sur les fonds humides du marais de Fosse, de Brune et du vallon du Rouanne. Dans ces zones, seuls les travaux d'amélioration de l'habitat sont autorisés, à l'exclusion de toute construction ou défrichement. Il est possible de déclasser ces zones en cas de révision du Plan local d'urbanisme.
- Le site inscrit de la Nonette (inscription en date du 6 février 1970) comprend toute la commune de Roberval[23].

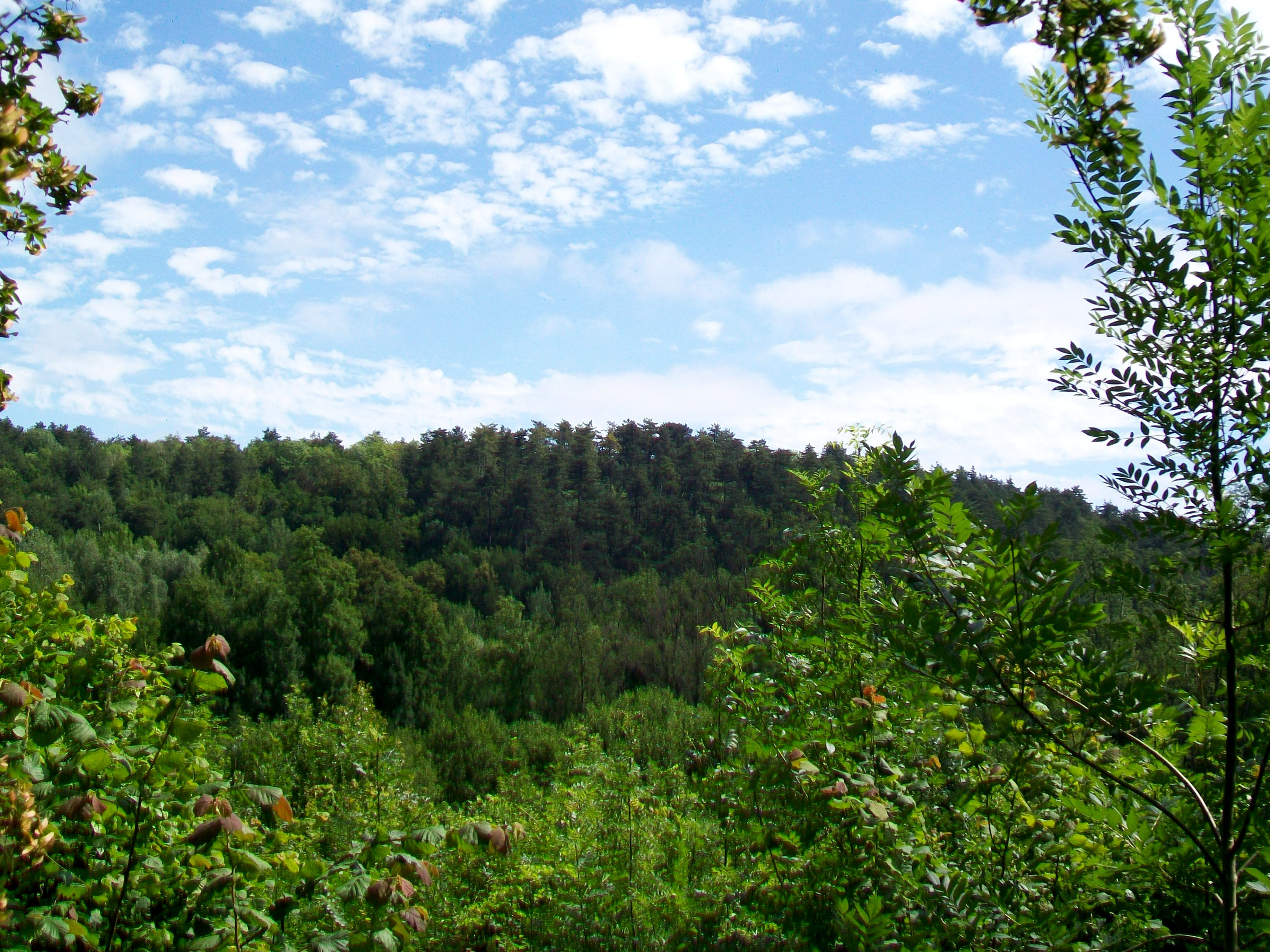
Vallon de Noël, vue depuis le chemin rural des Carrieuses à Noël-Saint-Martin.

- Le site inscrit du parc du Château (inscription en date du 27 mars 1947) comprend la totalité du parc du château de Roberval[24]. La partie située sur la commune de Roberval, représentant 7 ha sur les 15 ha au total, est délimitée par le chemin du Moulin, la route de Guidon, le chemin des Carrieuses et l'ancienne ruelle des Dîmes.
- La Zone naturelle d'intérêt écologique, faunistique et floristique (ZNIEFF) type 1 n° national 220005064 « Vallons de Roberval et de Noël-Saint-Martin »[25] s'étend du chemin d'Harcelay à Moru et du chemin Vert aux bois de Rhuis. Elle comprend les zones ND (voir ci-dessous) des coteaux de Fosse, de la cavée des Rois, du marais de Fosse et des marais du Rouanne. Sur la commune de Roberval, 220 ha sont concernés.
- Le site classé de la Forêt d'Halatte (classement en date du 5 août 1993) porte sur la totalité de la forêt domaniale et des bois annexes»[26]. À Roberval, cette zone classée englobe les bois et champs contigus à la forêt, hameau du Fond-Maillet compris, jusqu'au chemin Pontois, soit environ 36 ha. Ce site comprend la zone ND des bois de la Gruerie et du Fond-Maillet.
- La zone Natura 2000 « cavée des Rois à Roberval » pourrait recouvrir 43 ha de coteaux surplombant la cavée des Rois (dont environ 20 ha sur la commune de Roberval). Ce site serait un sous-ensemble du site « coteaux et vallée de l'Automne » proposé pour être intégré au réseau Natura 2000[27].

## Population et société

### Démographie

#### Évolution démographique
L'évolution du nombre d'habitants est connue à travers les recensements de la population effectués dans la commune depuis 1793. Pour les communes de moins de 10 000 habitants, une enquête de recensement portant sur toute la population est réalisée tous les cinq ans, les populations de référence des années intermédiaires étant quant à elles estimées par interpolation ou extrapolation. Pour la commune, le premier recensement exhaustif entrant dans le cadre du nouveau dispositif a été réalisé en 2004.

En 2022, la commune comptait 352 habitants, en évolution de −5,38 % par rapport à 2016 (Oise : +0,87 %, France hors Mayotte : +2,11 %).
| 1793 | 1800 | 1806 | 1821 | 1831 | 1836 | 1841 | 1846 | 1851 |
| ---- | ---- | ---- | ---- | ---- | ---- | ---- | ---- | ---- |
| 419  | 462  | 514  | 498  | 569  | 358  | 353  | 322  | 314  |

| 1856 | 1861 | 1866 | 1872 | 1876 | 1881 | 1886 | 1891 | 1896 |
| ---- | ---- | ---- | ---- | ---- | ---- | ---- | ---- | ---- |
| 320  | 319  | 328  | 293  | 271  | 284  | 290  | 285  | 251  |

| 1901 | 1906 | 1911 | 1921 | 1926 | 1931 | 1936 | 1946 | 1954 |
| ---- | ---- | ---- | ---- | ---- | ---- | ---- | ---- | ---- |
| 240  | 219  | 208  | 197  | 199  | 209  | 193  | 222  | 209  |

| 1962 | 1968 | 1975 | 1982 | 1990 | 1999 | 2004 | 2006 | 2009 |
| ---- | ---- | ---- | ---- | ---- | ---- | ---- | ---- | ---- |
| 191  | 222  | 224  | 243  | 323  | 351  | 351  | 360  | 379  |

| 2014 | 2019 | 2022 | - | - | - | - | - | - |
| ---- | ---- | ---- | - | - | - | - | - | - |
| 371  | 356  | 352  | - | - | - | - | - | - |

#### Pyramide des âges
La population de la commune est relativement jeune.
En 2018, le taux de personnes d'un âge inférieur à 30 ans s'élève à 33,3 %, soit en dessous de la moyenne départementale (37,3 %). À l'inverse, le taux de personnes d'âge supérieur à 60 ans est de 19,3 % la même année, alors qu'il est de 22,8 % au niveau départemental.
En 2018, la commune comptait 185 hommes pour 178 femmes, soit un taux de 50,96 % d'hommes, largement supérieur au taux départemental (48,89 %).
Les pyramides des âges de la commune et du département s'établissent comme suit.
| Hommes | Classe d’âge | Femmes |
| ------ | ------------ | ------ |
| 0,0    | 90 ou +      | 0,0    |
| 3,3    | 75-89 ans    | 2,3    |
| 16,5   | 60-74 ans    | 16,5   |
| 26,4   | 45-59 ans    | 26,1   |
| 20,3   | 30-44 ans    | 22,2   |
| 14,3   | 15-29 ans    | 13,1   |
| 19,2   | 0-14 ans     | 19,9   |

| Hommes | Classe d’âge | Femmes |
| ------ | ------------ | ------ |
| 0,5    | 90 ou +      | 1,4    |
| 5,5    | 75-89 ans    | 7,6    |
| 15,6   | 60-74 ans    | 16,3   |
| 20,8   | 45-59 ans    | 20     |
| 19,4   | 30-44 ans    | 19,4   |
| 17,6   | 15-29 ans    | 16,2   |
| 20,6   | 0-14 ans     | 19,1   |

### Enseignement
Roberval est située dans l'académie d'Amiens.
La commune administre, conjointement avec les communes voisines de Pontpoint et Rhuis, le groupe scolaire intercommunal « Gilles Personne de Roberval » avec une école maternelle et une école élémentaire. Ce groupe scolaire, mis en service en 1971, se situe rue des Écoles, au hameau de Moru (section appartenant à la commune de Roberval).

### Culte
Roberval n'a plus de curé en titre et dépend de la paroisse catholique Sainte-Maxence de Pont-Sainte-Maxence au sein du diocèse de Beauvais, Noyon et Senlis, suffragant de l'archidiocèse de Reims. Mgr Jacques Benoit-Gonnin est l'évêque du diocèse depuis le 18 mars 2010. Des messes dominicales sont célébrées le deuxième dimanche du mois à 9h30 en alternance avec Rhuis de septembre à juin.

## Économie

### Revenus de la population et fiscalité
En 2010, le revenu fiscal médian par ménage était de 45 141 €, ce qui plaçait Roberval au 829e rang parmi les 31 347 communes de plus de 50 ménages en métropole.

### Emploi
En 2007, l'INSEE a recensé parmi la population de Roberval 165 actifs ayant un emploi et 27 chômeurs. Le taux d'activité de la population de 15  à   64 ans était de 76,5 %, ce qui représente une légère augmentation par rapport à 1999, quand ce taux était de 73,8 %. En raison de l'augmentation du taux de chômage, le taux des actifs ayant un emploi est toutefois passé de 69,9 % à 65,8 %. Vu la petite taille de la commune, seulement 34 emplois existent sur son territoire en 2007, chiffre qui a considérablement augmenté depuis 1999 quand il n'y avait que 22 emplois. Au total, 19 Robervallois travaillent sur leur commune de résidence en 2007, soit 11,6 %. Trois entreprises ont été créées à Roberval en 2010, appartenant aux secteurs du bâtiment, des services et transports, et du commerce et de la réparation auto.

### Entreprises et commerces
Au 1er janvier 2010, Roberval comptait dix-huit établissement actifs, c'est-à-dire des entreprises ou administrations ayant leur siège à Roberval, ou des antennes d'entreprises ayant leur siège en dehors de la commune. Trois établissements appartiennent au secteur de l'industrie, deux au secteur de la construction, douze au secteur des transports et des services divers, et une seule au secteur du commerce et de la réparation auto.
Des chiffres sur le personnel employé n'étant pas disponibles pour 2010, il faut regarder ceux du 31 décembre 2008. L'on voit que dix établissements n'occupaient alors aucun salarié, et que cinq établissements occupaient un total de treize salariés. Cinq salariés sont employés dans deux entreprises du secteur de la construction, deux dans le commerce et les services divers (en l'occurrence le café « Au Bien-Aller », l'unique commerce de proximité de la commune) et six dans l'administration et l'enseignement (en l'occurrence la mairie et l'école primaire).

## Culture locale et patrimoine

### Lieux et monuments

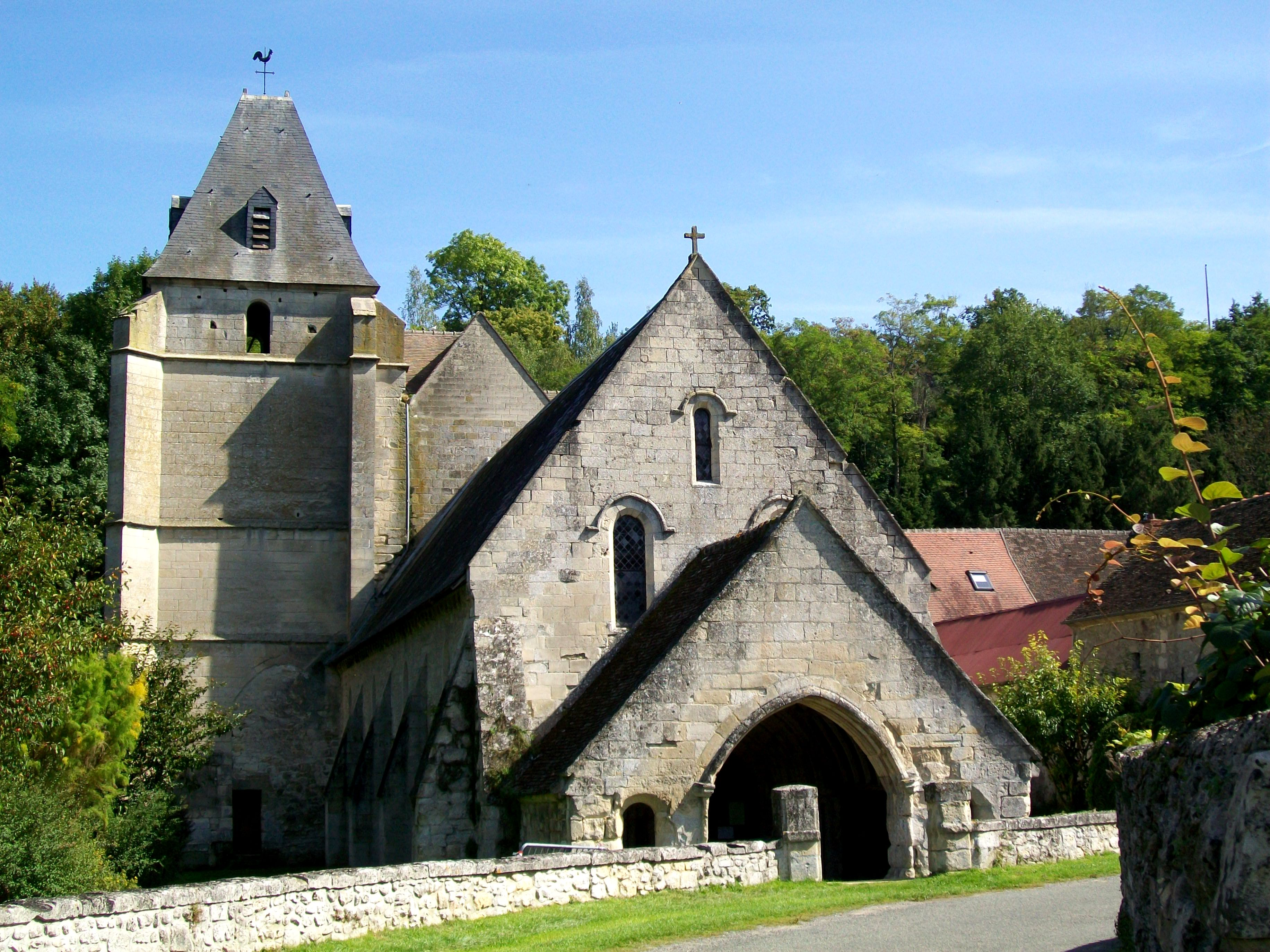
L'église de la fin du XIIe siècle, le chœur et la tour ayant été ajoutés au XVIe siècle.

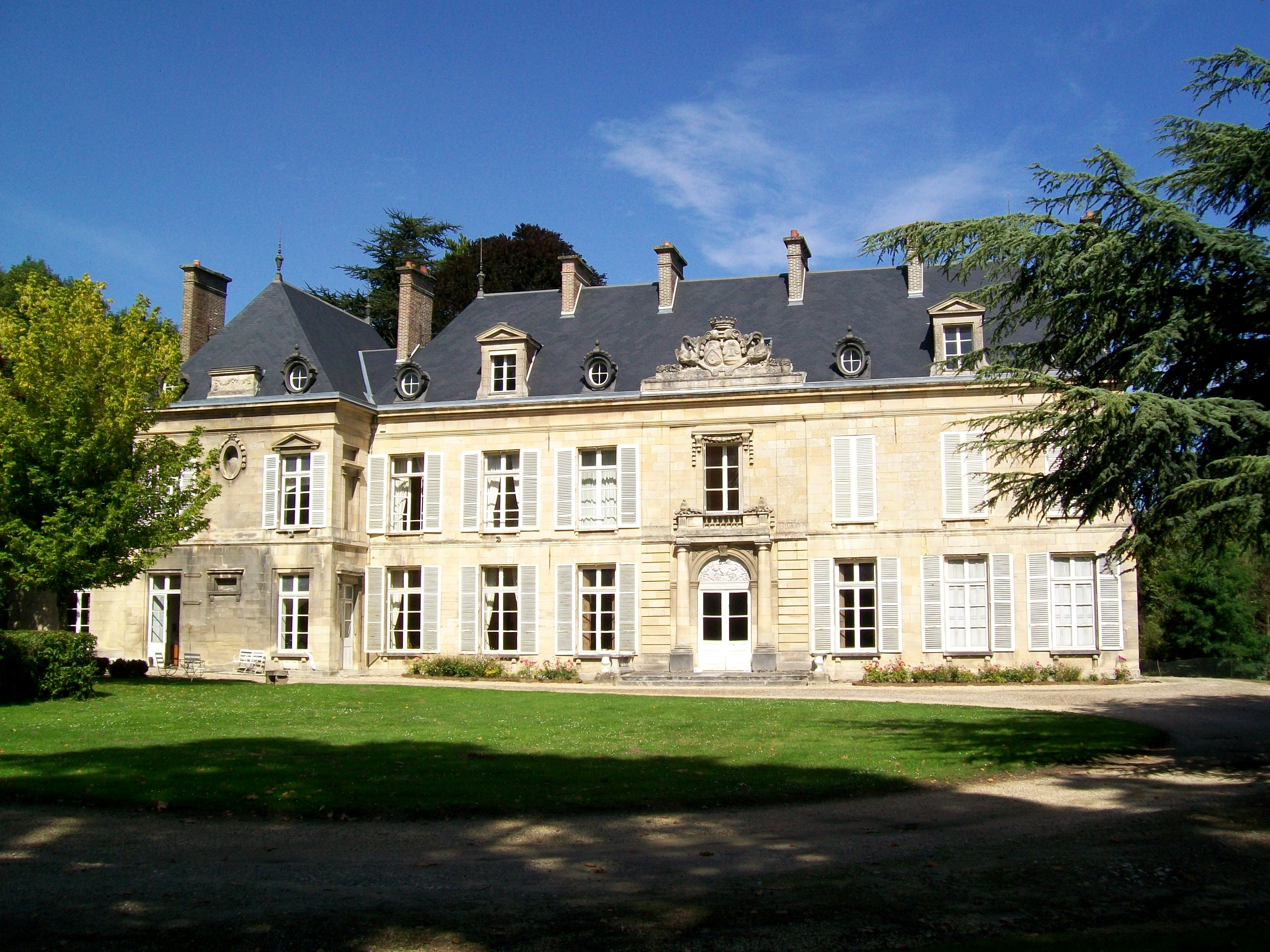
Le château de Roberval du XVIIIe siècle, façade sud.

#### Monuments historiques
Roberval compte deux monuments historiques sur son territoire.
- Église Saint-Remy, cavée de l'Église (classée monument historique par arrêté du 19 août 1933[40]) : elle succède à une première chapelle attestée dès le IXe siècle. Sa silhouette est particulièrement caractéristique, avec sa tour austère au nord et sa succession de trois pignons de hauteur croissante : un pour le porche, un pour la nef et un pour le chœur. La nef non voûtée, de style gothique primitif, date de la fin du XIIe siècle, et représente la partie la plus ancienne conservée en élévation. Elle ne se signale que par son beau portail occidental à trois voussures et colonnettes à chapiteaux, dissimulé sous un porche du XVIe siècle. C'est de cette époque que datent les parties orientales de style gothique flamboyant, dont la particularité est le doublement du transept. Cette partie de l'église est austère à l'extérieur, mais élégante et lumineuse à l'intérieur, grâce à ses piliers ondulés et ses grandes fenêtres aux réseaux flamboyants[41].
- Château de Roberval, résidence privée de la famille Davène de Roberval, RD 100 / place du Château (inscrit monument historique par arrêté du 13 juillet 1993[42]) : au XVIIIe siècle, Charles de Rohan, prince de Soubise a profondément modifié l'édifice qui datait de la Renaissance. Il redécore la façade et les intérieurs dans le style Louis XVI, donnant au château son apparence actuelle. La façade est ornée d'un balcon supporté par deux colonnes aux chapiteaux doriques. La porte d'entrée, en plein cintre, présente un tympan garni de bas-reliefs. La fenêtre d'honneur sur le balcon est surmontée d'une guirlande végétale. Les toitures sont garnies de lucarnes au fronton triangulaire, d'œils de bœuf ovales surmontés de guirlandes et d'un bas-relief en pierre. À droite du château, le colombier hexagonal est du XVIe siècle, à l'exception de la salle basse qui représente un vestige du château médiéval.

#### Patrimoine civil
- Platanes de la place du château : les deux platanes qui ornent la place du Château sont particulièrement impressionnants, principalement celui de gauche qui atteint une circonférence de 5,20 m à hauteur d'homme, son « jumeau » mesurant 4,70 m. À titre de comparaison, le plus haut platane parisien (celui du Bois de Boulogne) mesure 4,45 m de circonférence et date de 1847. On ignore quel est leur âge, mais ils ont peut-être été plantés à l'époque où le Prince de Soubise rénovait le château et le parc (vers 1760-1770). Si leur croissance a été plus rapide (ce qui est probable compte tenu de l'humidité du sol), ils n'ont peut-être que 180 ans et dateraient donc des années 1830.
- Pont de l'Arche, chemin des Carrieuses : construit en 1853 pour remplacer le gué qui permettait au chemin des Carrieuses de franchir le ruisseau des Aulnes-de-Fosse, il est voûté en pierre de taille et doté de deux parapets. Comme il a fallu fortement rehausser le chemin pour lui permettre de franchir le pont et de rester praticable en toute saison, la route surplombe ici les maisons.
- Maison de Gilles Personne de Roberval : selon tradition locale, le célèbre mathématicien habita cette petite maison des Carrieuses. Les derniers membres de cette famille à Roberval (Marie-Eugènie et Armand Personne, frère et sœur) y vécurent en tous cas jusqu'à il y a peu puisqu'ils sont décédés respectivement en 1962 et 1989. L'architecture actuelle remonte pour l'essentiel au XIXe siècle. La maison n'est pas identifiée par une plaque. Sans illustration.
- Balance de Roberval, au sud de la place du château, RD 100 / route de l'Église : Depuis le 2 octobre 2005 se dresse au centre de la commune, sous le viaduc, la plus grande balance Roberval du monde. Elle fait 2,20 m de haut, environ 6 m de long et fonctionne parfaitement. Elle a été réalisée par une vingtaine de volontaires de l'association « le Trait d'Union robervallois » en souvenir de la naissance de Gilles Personne de Roberval, inventeur de la balance à deux fléaux.
- Mairie (école de 1900 à 1971), route de l'Église : pour faire face à l'augmentation du nombre d'élèves, la commune décide de séparer la mairie et l'école. Une nouvelle école est donc construite en 1900 par le maçon Berly et l'architecte Janson pour la somme de 7 968,25 francs. Le bâtiment utilise un matériau moderne à l'époque : la brique industrielle. La classe unique et mixte est prévue pour quarante-neuf enfants. La mairie et le logement de l'instituteur restent dans l'ancien bâtiment situé juste à côté. Cette nouvelle école sera transformée en mairie en 1971.

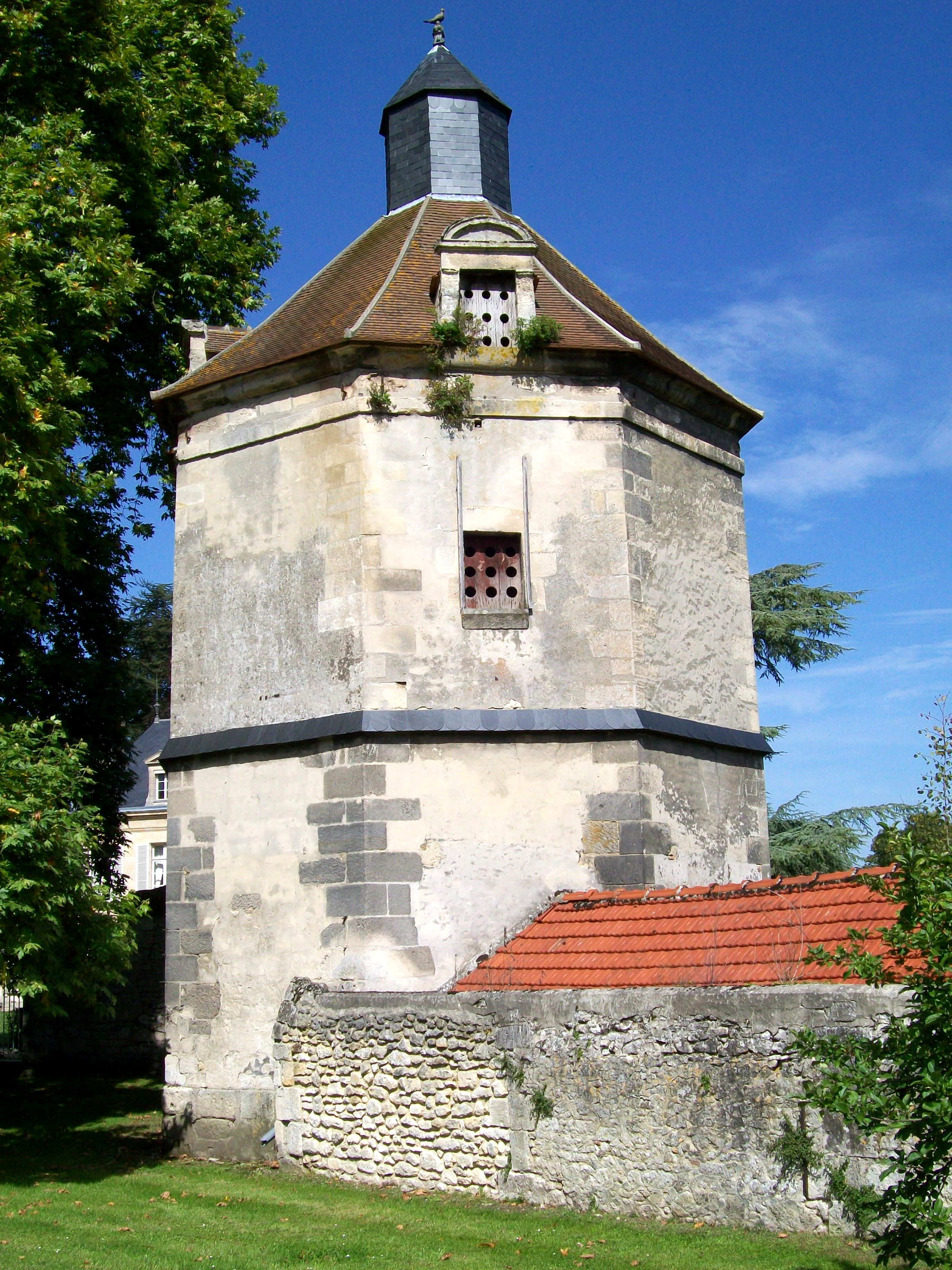
Le colombier est antérieur au château, il date du milieu du XVIe siècle.
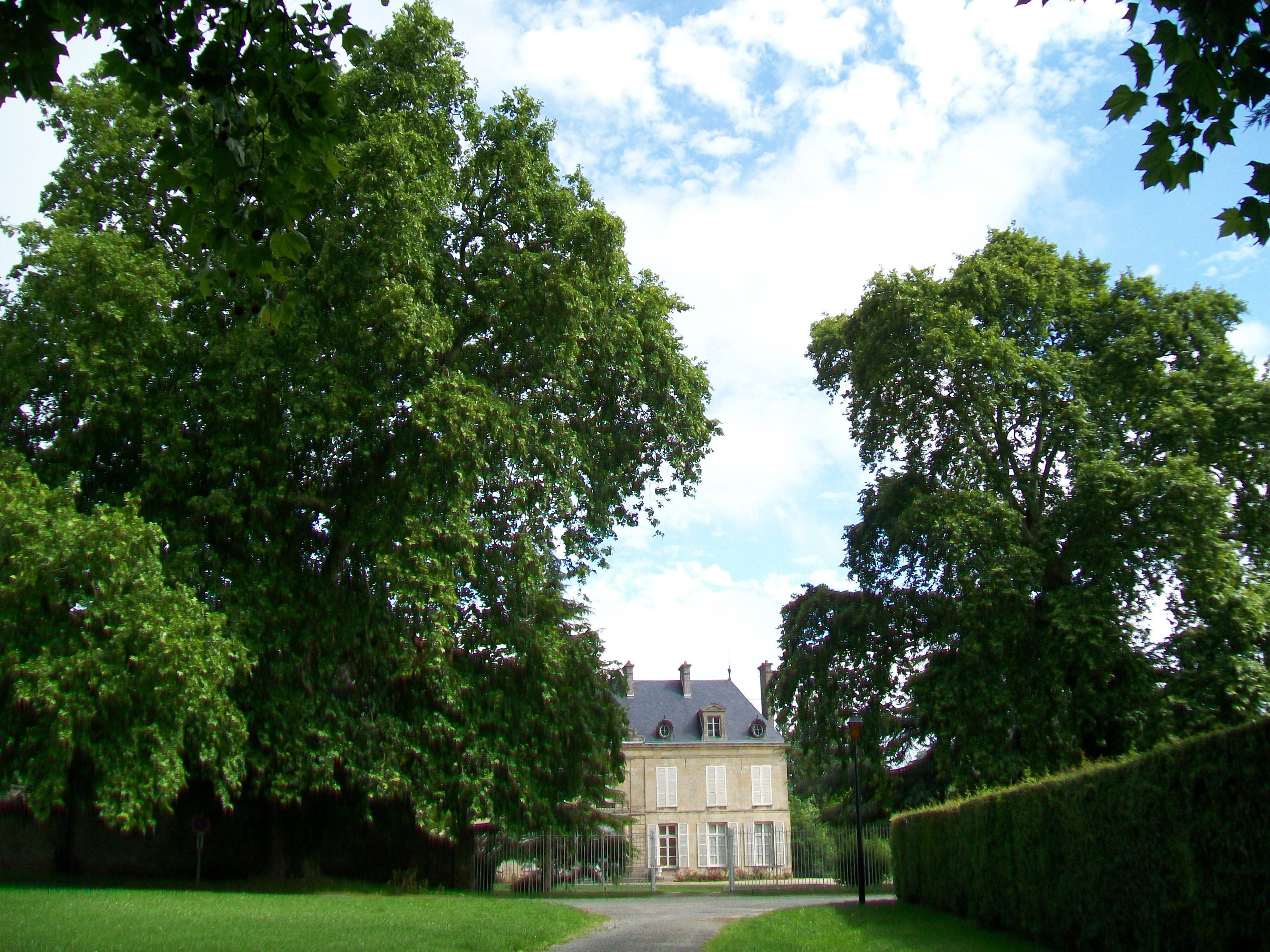
Les deux grandes platanes des années 1830 sur la place du château.
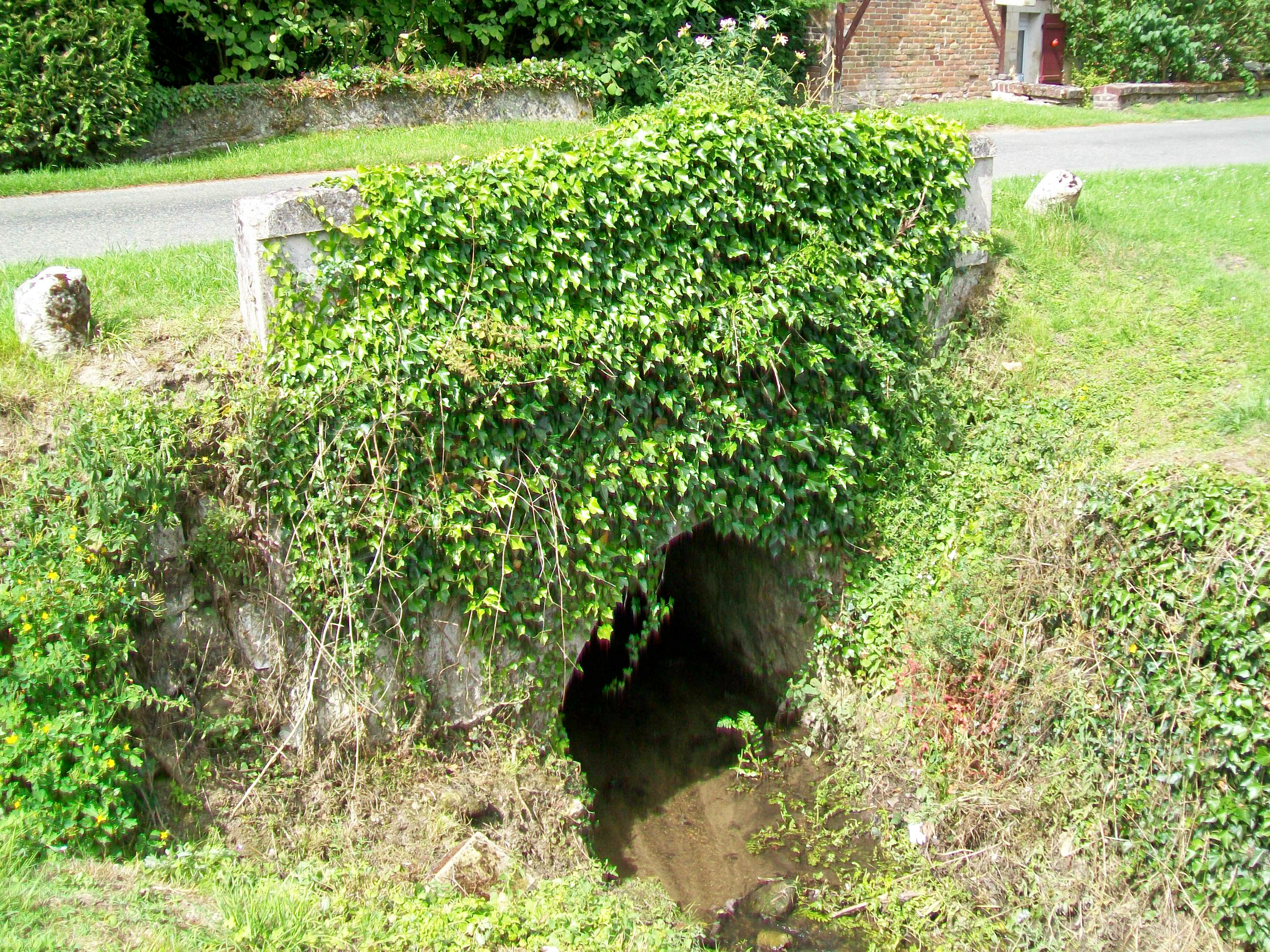
Le pont de l'Arche de 1853, chemin des Carrieuses, près du château.
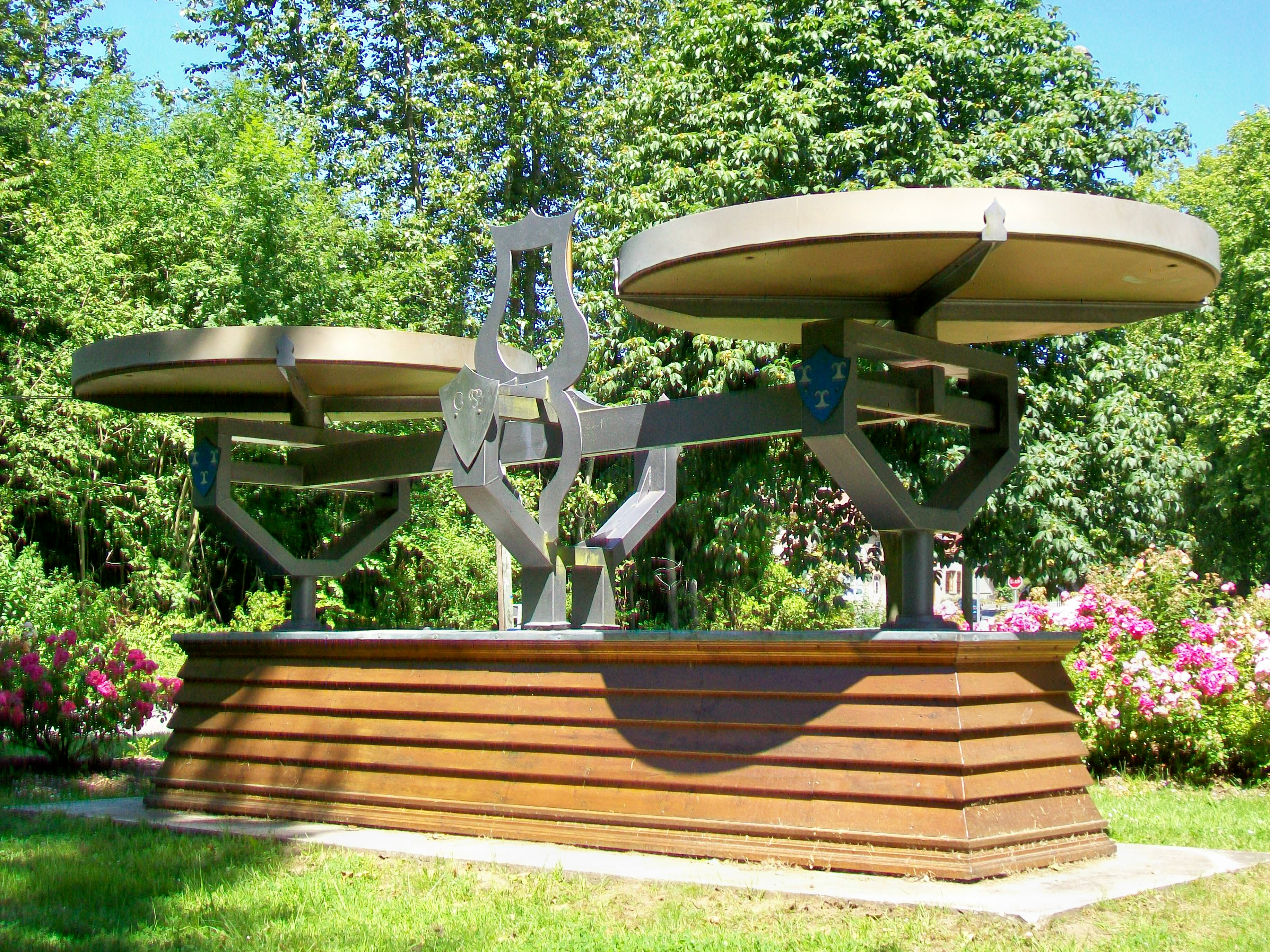
La balance Roberval géante, place du château, entre la RD 100 et la route de l'Église.
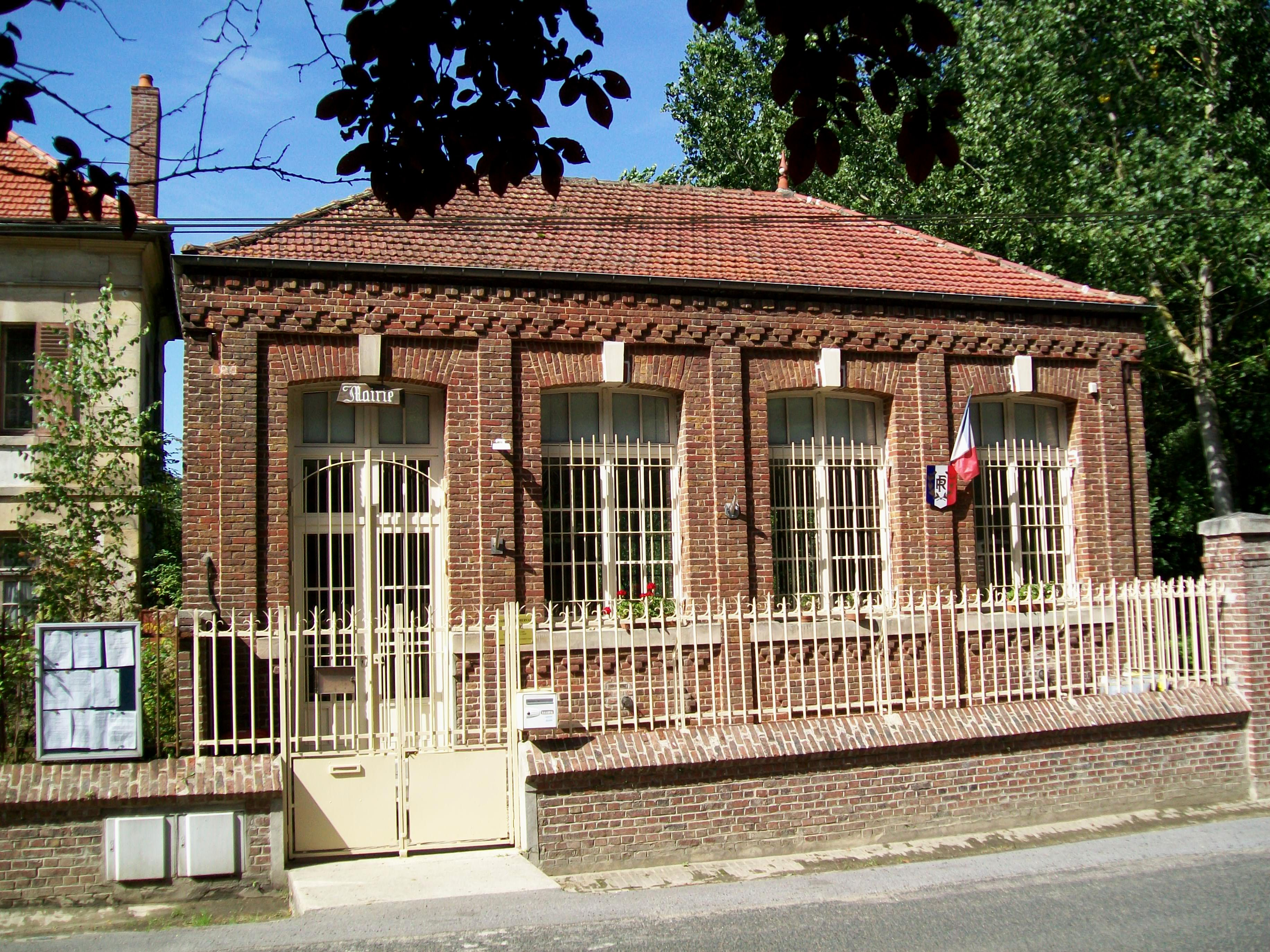
La mairie, abritée depuis 1971 dans l'ancienne école à classe unique de 1900.

- Ancienne mairie-école de 1853, route de l'Église: (école jusqu'en 1900 et mairie jusqu'en 1971) : inauguré en 1853, ce bâtiment en pierre locale se situe à mi-distance entre l'église et le café. En 1865, une remise pour la pompe à incendie fut construit en moellons comme annexe de la mairie. - L'école resta dans ce domicile jusqu'en 1900, date de la construction d'une nouvelle école (l'actuelle mairie), et la mairie et le logement de fonction jusqu'à la construction d'une quatrième école en 1971, rue des Écoles, près du hameau de Moru de la commune voisine de Pontpoint. Aujourd'hui, le bâtiment est vacant et se trouve dans un état de dégradation avancé.
- Citerne de Fosse, chemin de Fosse : destinée à fournir de l'eau aux pompiers, elle fut bâtie en 1888 par le maçon Alphonse Desenlis pour 815,32 francs. Elle mesurait à l'origine 1,50 m de profondeur et pouvait contenir 20 m2 d'eau. Cinq ans plus tard, le feu détruit toutefois une maison à Fosse sans que les pompiers ne puissent l'éteindre. Une autre citerne existait à côté du presbytère.
- Cinq lavoirs : la commune de Roberval compte cinq lavoirs, dont le nombre élevé par rapport au faible nombre d'habitants s'explique par l'organisation du village en hameaux. Le lavoir de Guidon a été recouvert d'une charpente en 1887. Le lavoir de Roberval près du château et du jeu d'arc est dépourvu de couverture, et souffre de l'absence d'entretien. Il est alimenté par une petite fontaine aux piédroits de brique et à la couverture de pierre. Le lavoir de Fosse a été recouvert d'une charpente en 1881 et largement reconstruit en 1995. Ce lavoir est alimenté par la source très abondante dite fontaine Gillet, à l'origine également du ruisseau du Marais, qui se jette rapidement dans le ruisseau des Aulnes-de-Fosse. Le lavoir a été relié à la route de l'Église par l'actuelle route du Marais (anciennement Petite Chaussée) en 1839. Le lavoir de Noël-Saint-Remy a été construit en juillet 1843 par Pierre Defacq, et sa charpente a aussi été restaurée en 1995. Le lavoir du Fond-Maillet est couvert d'un toit de tôles de 1881, et une pompe y a été installée en 1938. Ce lavoir n'a pas encore été restauré, et son bassin a disparu.

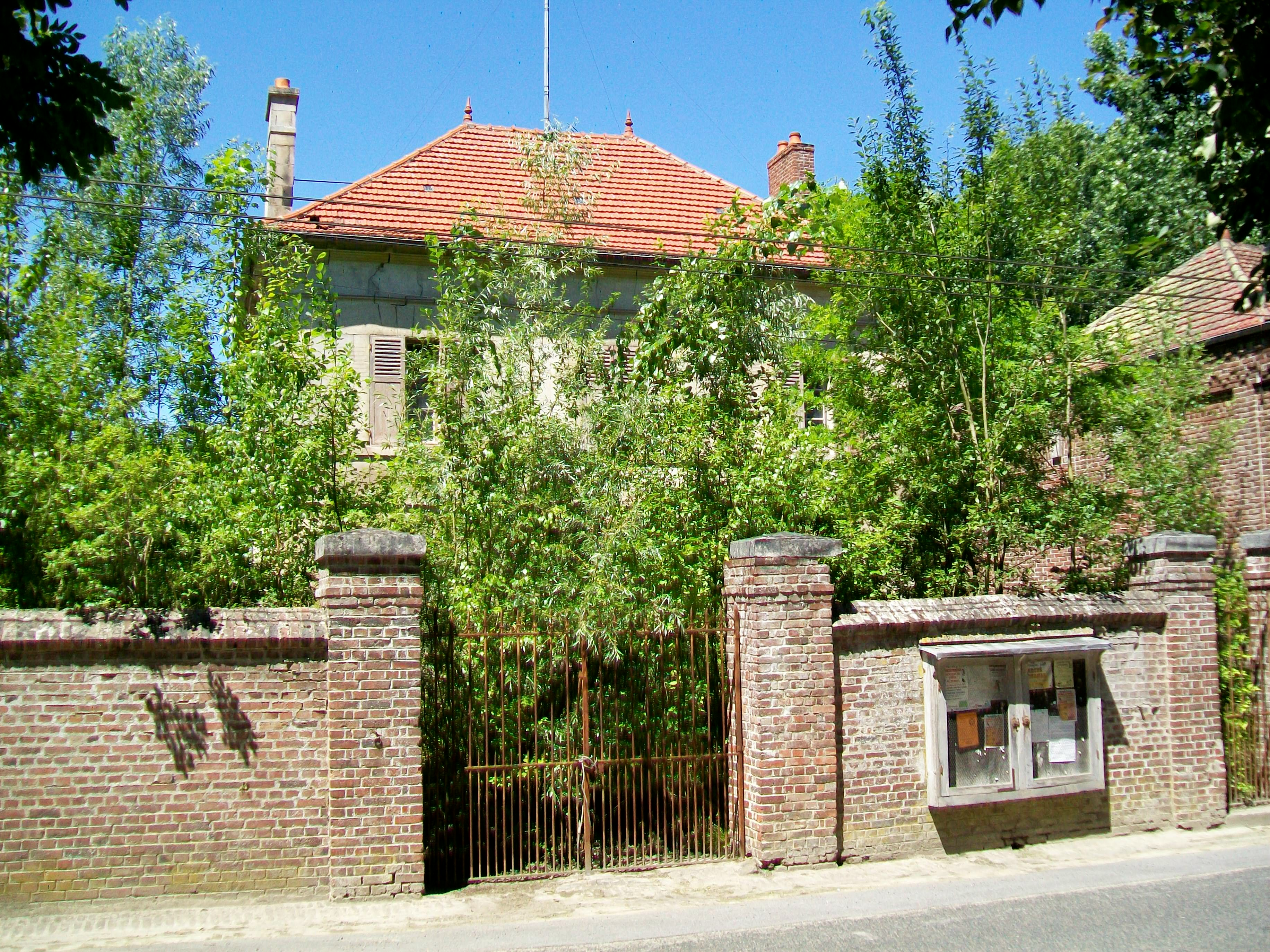
L'ancienne mairie-école de Roberval, route de l'Église, désaffectée en 1970.
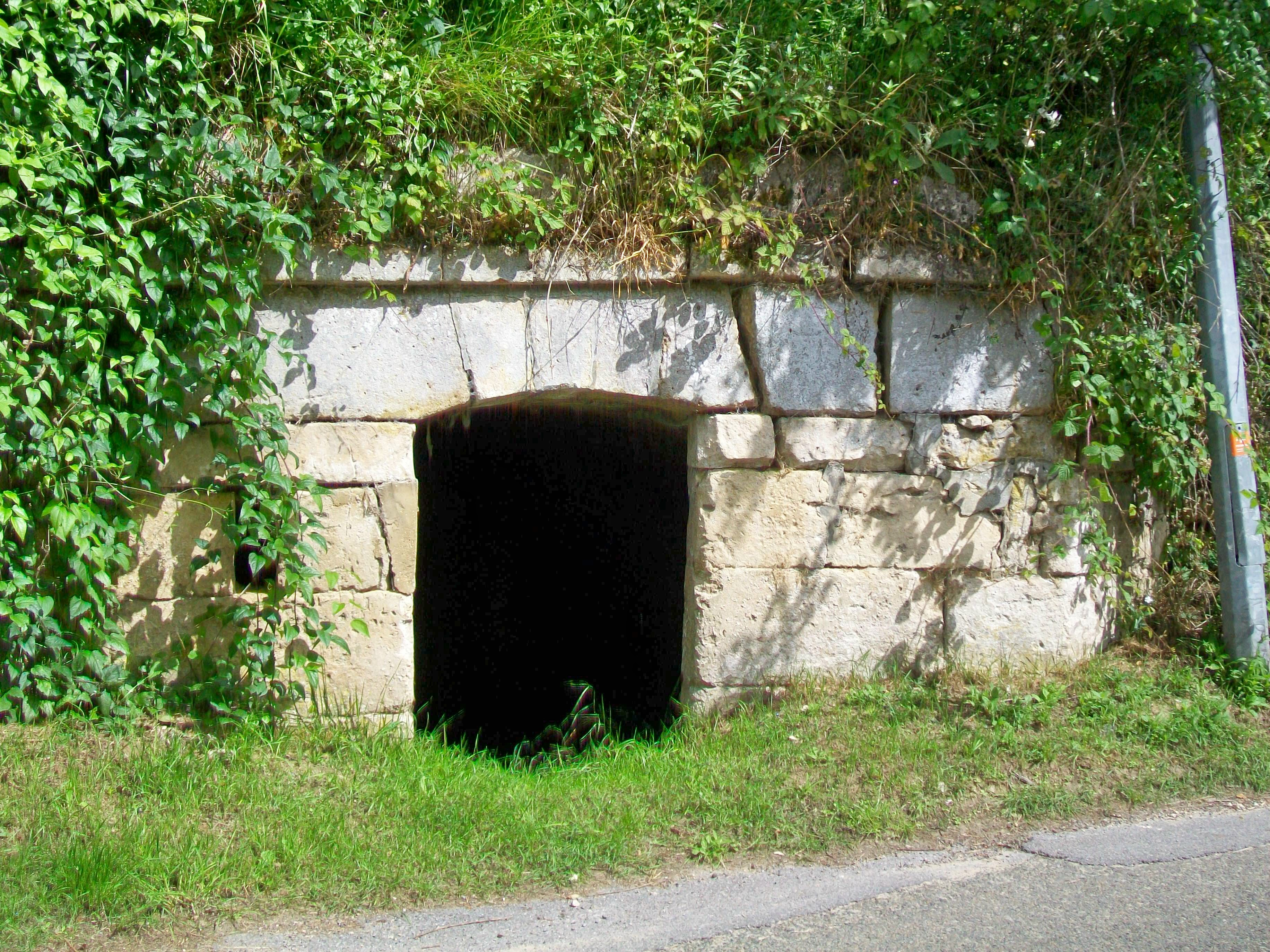
La cave de Fosse de 1888, chemin de Fosse, aujourd'hui désaffectée.
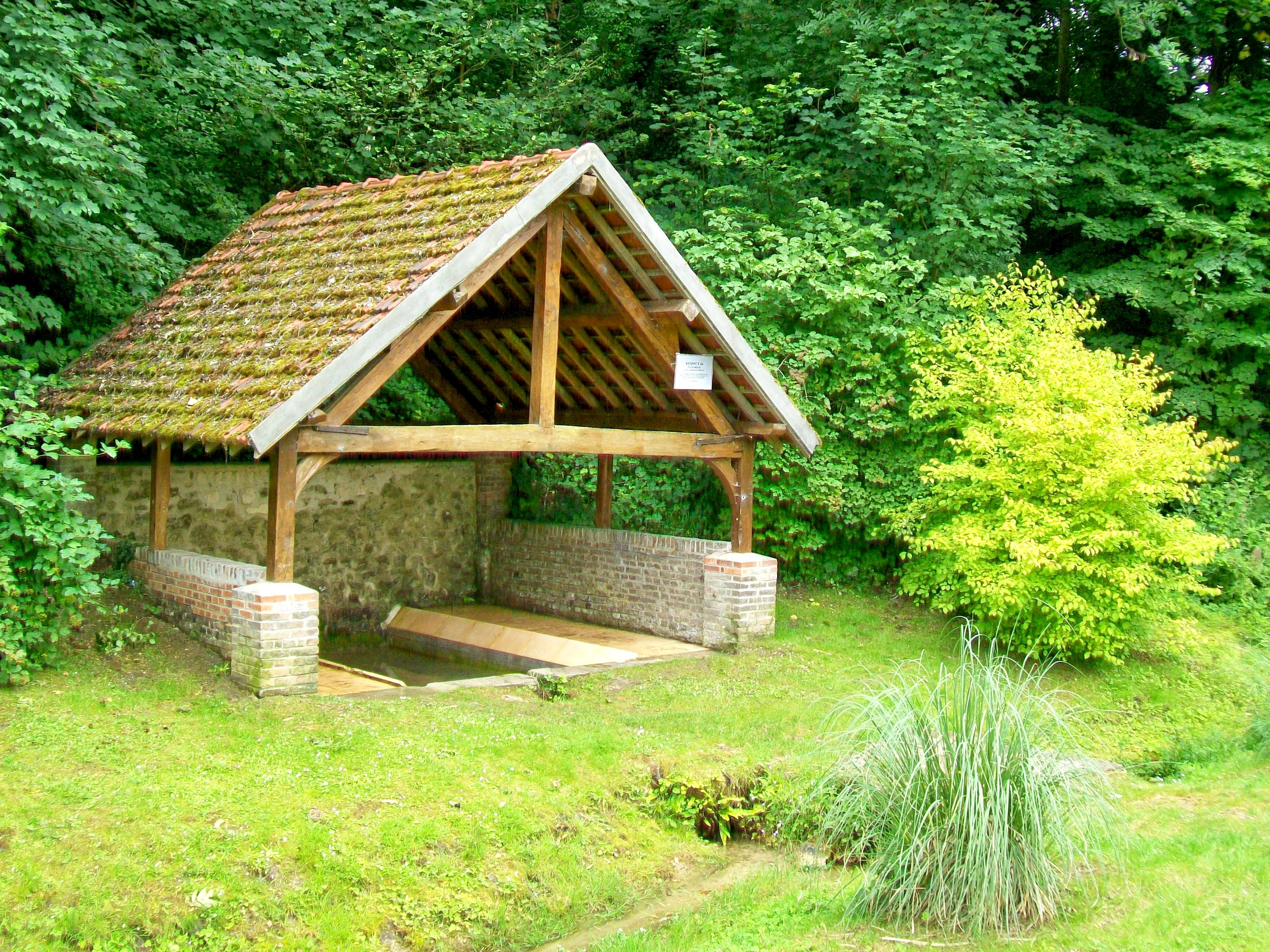
Le lavoir de Fosse, largement reconstruit en 1995, route du Marais.
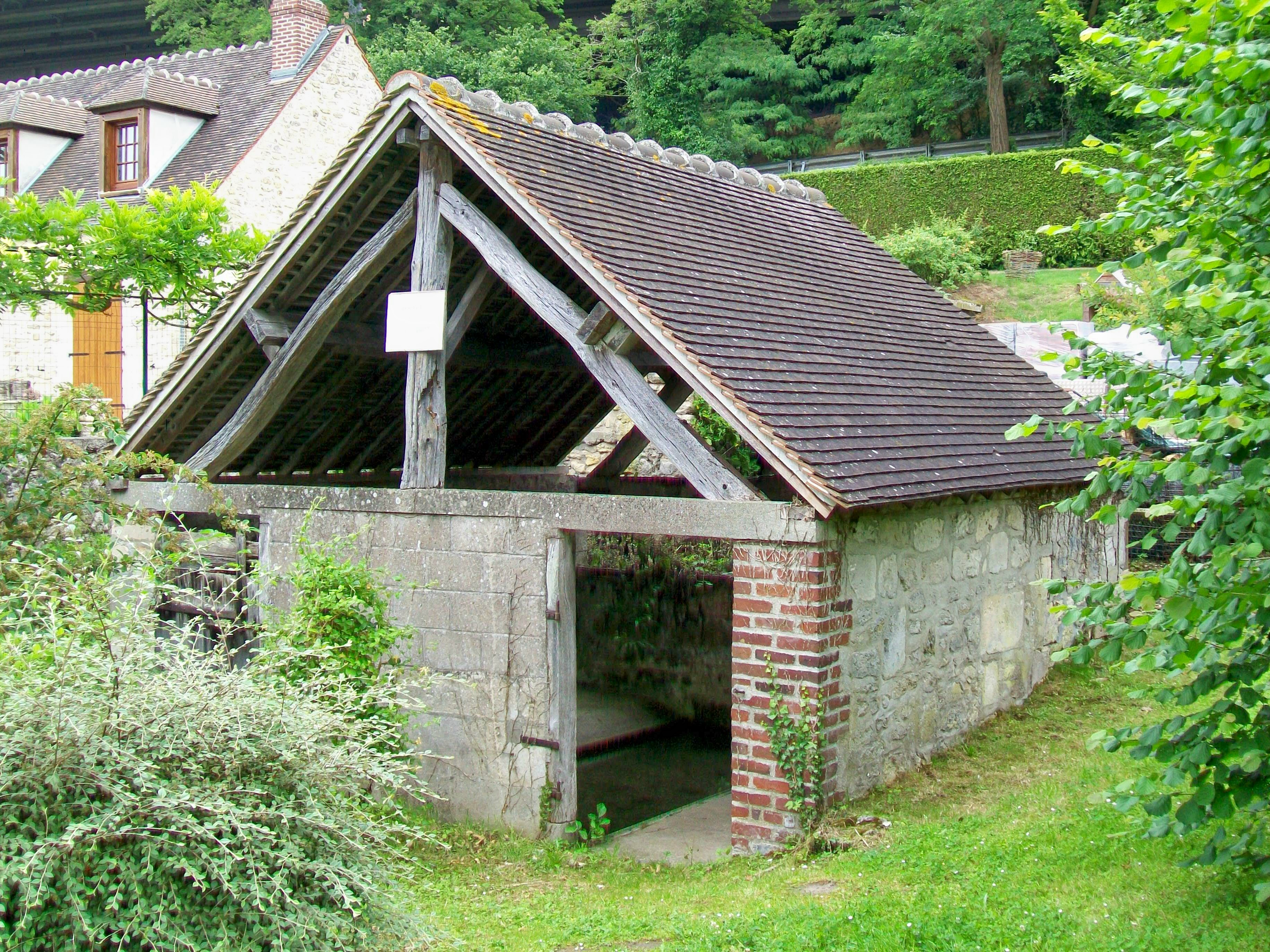
Le lavoir de Noël-Saint-Remi, route de l'église, près de l'arbre de la Liberté.
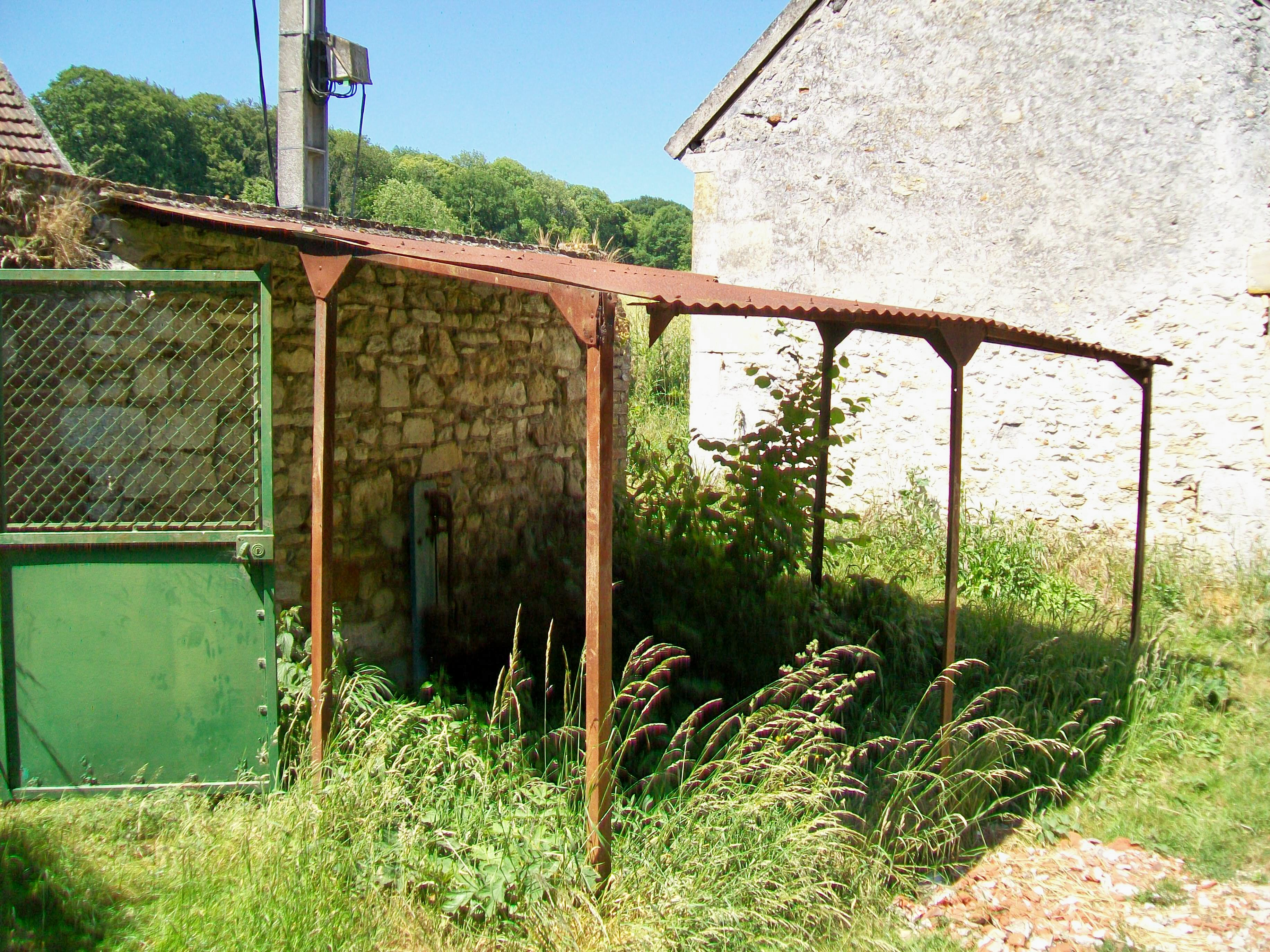
L'ancien lavoir de 1881 au hameau de Fond-Maillet, avec la pompe de 1938.

- Fontaines publiques : outre les deux fontaines associées à des lavoirs et déjà mentionnées, Roberval compte sept bornes-fontaines, assurant jadis l'approvisionnement en eau potable des habitants. Elles se présentent comme des sources couvertes par des petits édicules en briques, voûtés en plein cintre et munis initialement d'une porte de bois. La fontaine au nord du hameau de Guidon est connue comme la fontaine de l'Épinette ; c'est la dernière à appartenir toujours à la commune. La deuxième fontaine de Guidon est appelée la fontaine du Moulin. Au cœur de Roberval, se trouve la fontaine du château de 1899. Le hameau des Carrieuses est doté d'une fontaine semblable. La fontaine du Fond-Maillet alimentait ce hameau attesté depuis 1485, ainsi que sa mare, moyennant une canalisation en grès de 1877. La fontaine du Dessus-du-Marais présente la particularité d'être recouverte d'une dalle de calcaire. Finalement, une septième fontaine, la fontaine de Brune tout au nord de la commune à côté du hameau de Moru (commune de Pontpoint) appartient à un type tout à fait différent : Elle est composée d'un escalier en pierre, quart-tournant à droite, conduisant à une vasque couverte en pierre. Elle est alimentée par une conduite recouverte en dalles de pierre et provenant de la cavée des Rois.
- Pierre levée de Fosse : en calcaire lutétien, elle provient probablement du banc calcaire qui surmonte l'endroit et qui forme des corniches saillantes à mi-hauteur du coteau. De forme pyramidale, sa hauteur au-dessus du sol est de 1,90 m. L'on ignore l'origine de cette pierre levée : menhir néolithique ? borne marquant une ancienne limite parcellaire ?
- Souterrain de Fosse : une tradition orale relevée au XIXe siècle situe à Fosse un hôtel des monnaies. Au centre du hameau, un départ de souterrain semble médiéval. Son entrée débouche dans une maison, la descente dans le souterrain s'effectuant par cinq marches monolithiques, dont deux enfouies en raison de l'exhaussement du sol. La construction du souterrain peut remonter aux XIe / XIIe siècle comme le laissent supposer la présence d'une voûte en berceau, de marques de tâcherons et des 40 cm d'exhaussement du sol, comparable à celui de la nef de l'église Saint-Remi. Le boyau passait sous le chemin de Fosse avant de se diriger vers le nord-nord-ouest ; il est probable qu'il débouchait dans les bois surmontant Fosse, à cent-cinquante mètres de son entrée. Après son effondrement partiel, le début du tunnel a été utilisé comme cave.

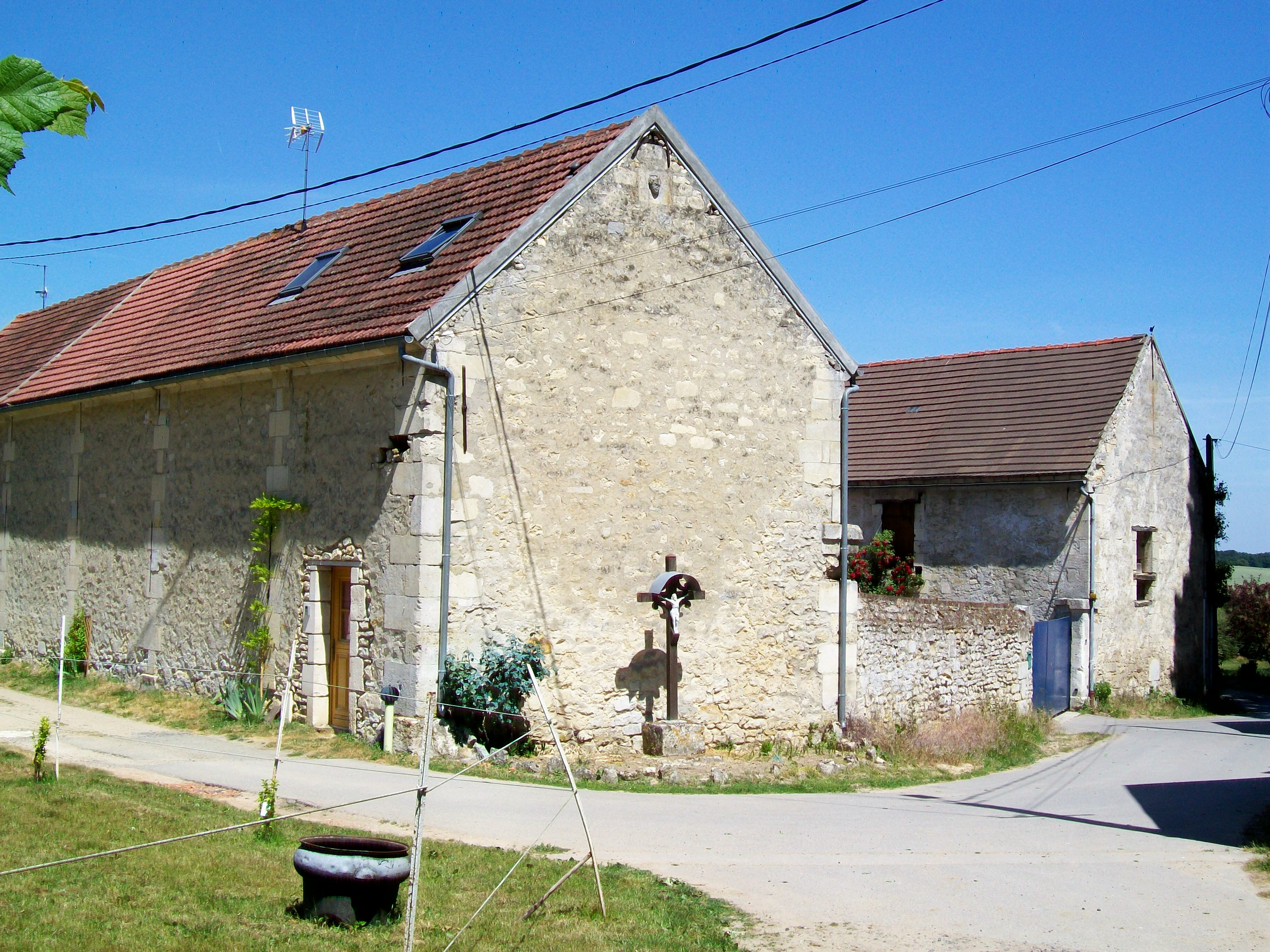
Calvaire du Fond-Maillet et tête sculptée en haut du pignon de la grange.

- Caves : de nombreuses caves anciennes parsèment Roberval, et, en raison de la configuration du terrain (sous-sol humide, coteaux nombreux), elles se situent souvent à l'écart des maisons. L'une d'entre elles a été creusée au bord du chemin des Carrieuses, mais il en existe d'autres chemin de Fosse, chemin d'Harcelay, route de Guidon… Elles suivent toutes le même modèle. Deux caves contiguës de Fosse sont dépourvues de cage d'escalier et voûtées en berceau ; aucune construction ne les surmonte. D'une hauteur de 2,20 m sous voûte, est totalement bâtie en opus quadratum (pierres taillées). Une niche perce le mur droit à 80 cm du sol ; ses dimensions, exactement semblables aux pierres qui l'entourent, permettent peut-être d'y voir une cache. Une cheminée d'aération perce l'axe de la voûte, au fond de la cave. L'accès à la cave se fait par une ouverture voûtée et trois marches. La façade semble plus récente. En pierres de taille, elle présente un bandeau, une ouverture à cintre surbaissé à trois claveaux et deux sommiers et une petite baie placée à gauche de l'entrée. Il est difficile de dater ces caves, mais l'utilisation de la voûte en berceau et la présence de marques de tâcherons font penser à des édifices romans. La présence d'aération au-dessus des voûtes prouve qu'aucun bâtiment n'a été construit au-dessus[17].
- Tête du Fond-Maillet : cette sculpture orne le pignon d'une grange du Fond-Maillet, hameau créé en 1485 à la suite du défrichement d'une partie de la forêt d'Halatte. Il s'agit d'une sculpture en masque, tout rond, avec une chevelure rejetée en arrière dégageant un vaste front, une bouche, un nez et des yeux très rapprochés et un double menton. La tête est scellée dans une grosse pierre d'appareil portant la date de 1891, probablement la date de la reconstruction de la grange. L'origine de la sculpture est inconnue.

#### Patrimoine de la Première Guerre mondiale
- Arbre de la victoire, route de l'Église, au carrefour avec la route du Marais : c'est un épicéa planté en 1921 par le garde champêtre Léon Ragot à la suite d'une décision du conseil municipal du 27 novembre 1920. Destiné à commémorer l'armistice de 1918, il se dresse à l'emplacement de l'ancien « trapèze » des pompiers (échafaudage pour leur entraînement). La stèle commémorative placée au pied a été édifiée par la municipalité et inaugurée le 11 novembre 2001.
- Monument aux morts, au cimetière, chemin d'Harcelay : composé d'une croix de mission en bois, sur socle en pierre, avec un crucifix en fonte, accompagnée d'une couronne tricolore en faïence et d'une plaque de marbre, il était encadré de deux épicéas jusqu'à leur abattage récent. Sur la plaque sont gravés les noms des « enfants de la commune morts au champ d'honneur » : J.-B Baudier, L. Lequeux, J. Lequeux, L. Personne, G. Clozier, A. Daroux et V. Personne.

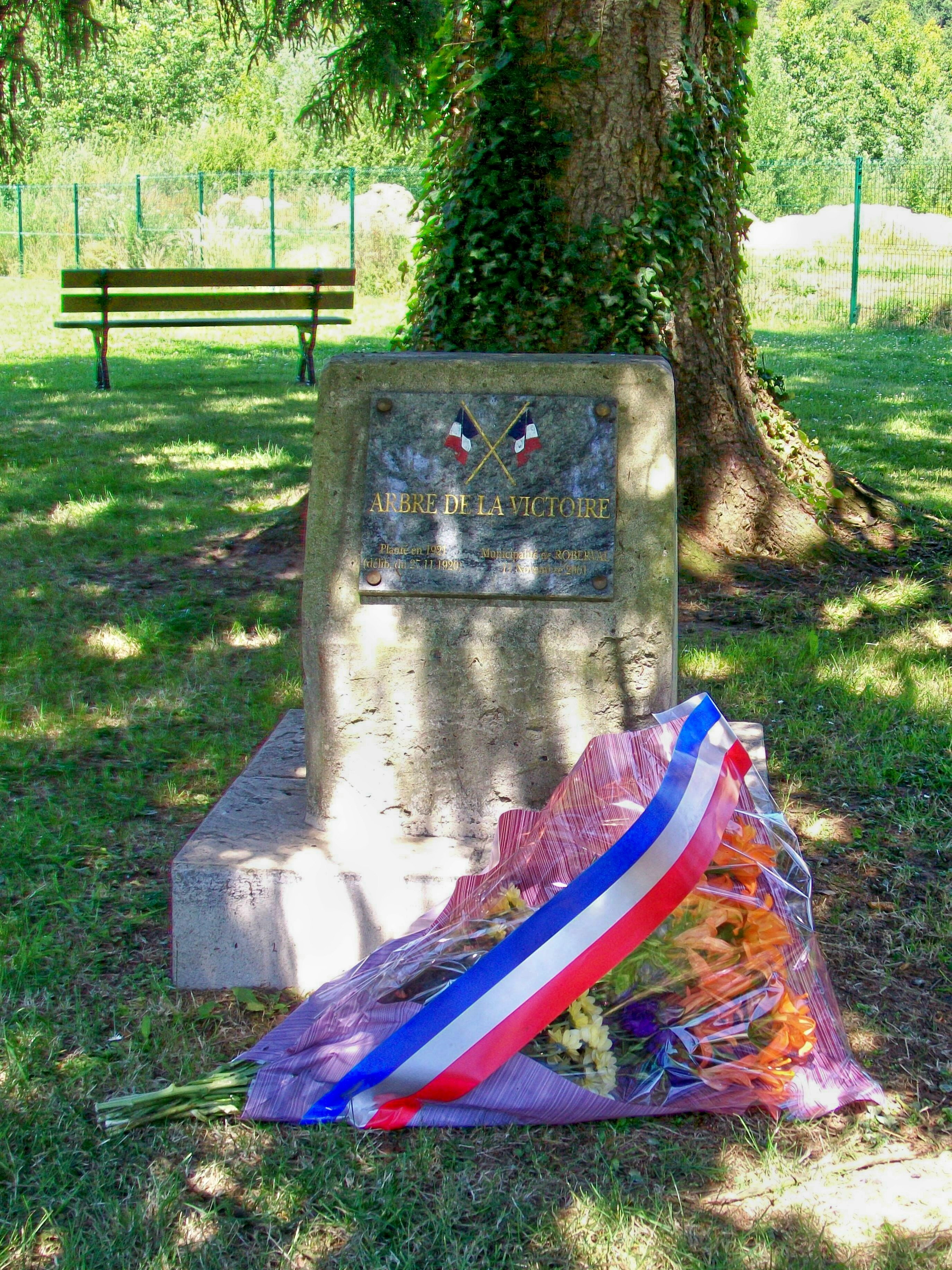
Monument au pied de l'arbre de la Victoire de 1921, route de l'Église.
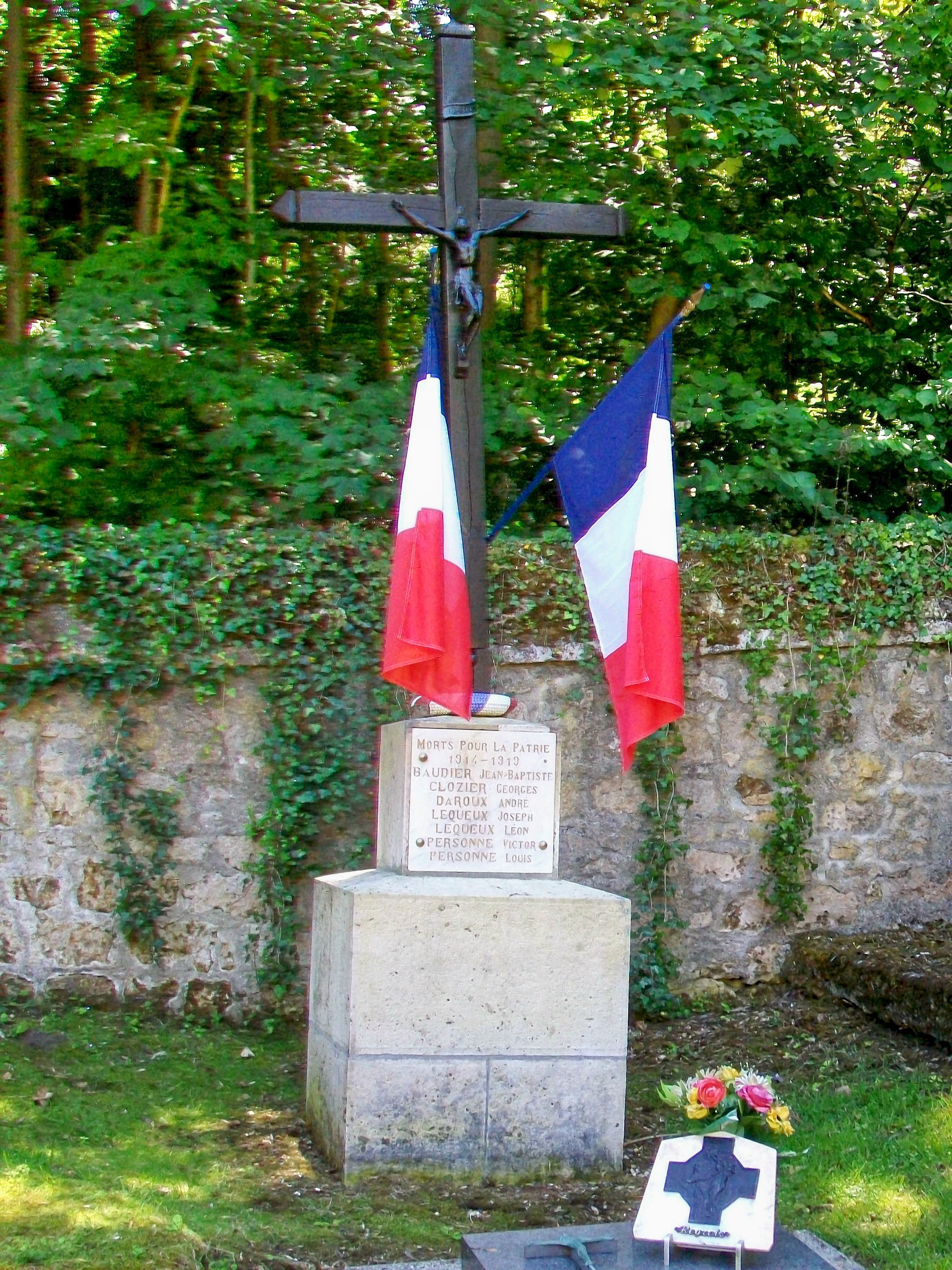
Le monument aux morts sous la forme d'un calvaire, sur le cimetière, chemin d'Harcelay.
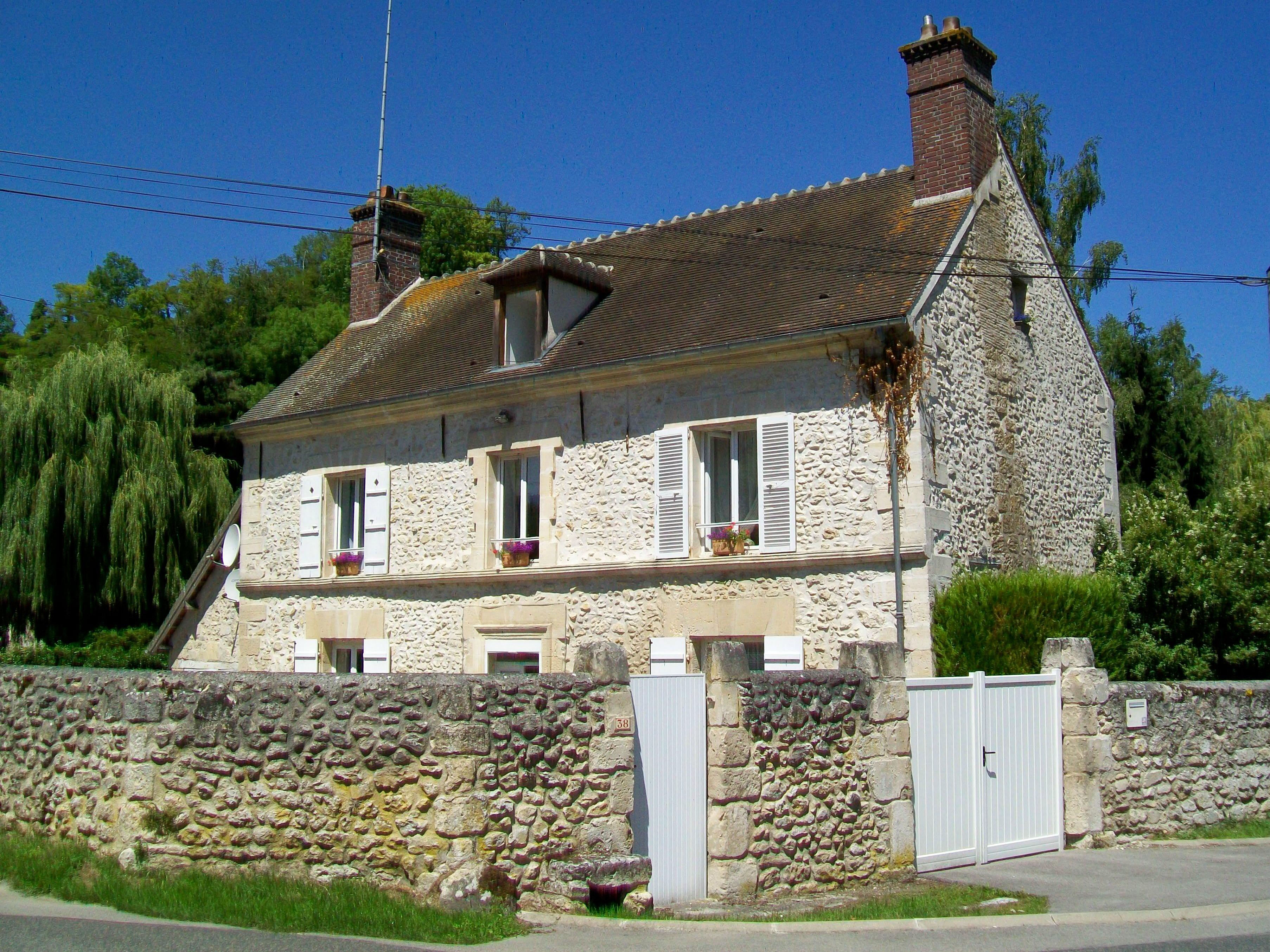
L'ancien presbytère, chemin d'Harcelay, au carrefour près de l'église.
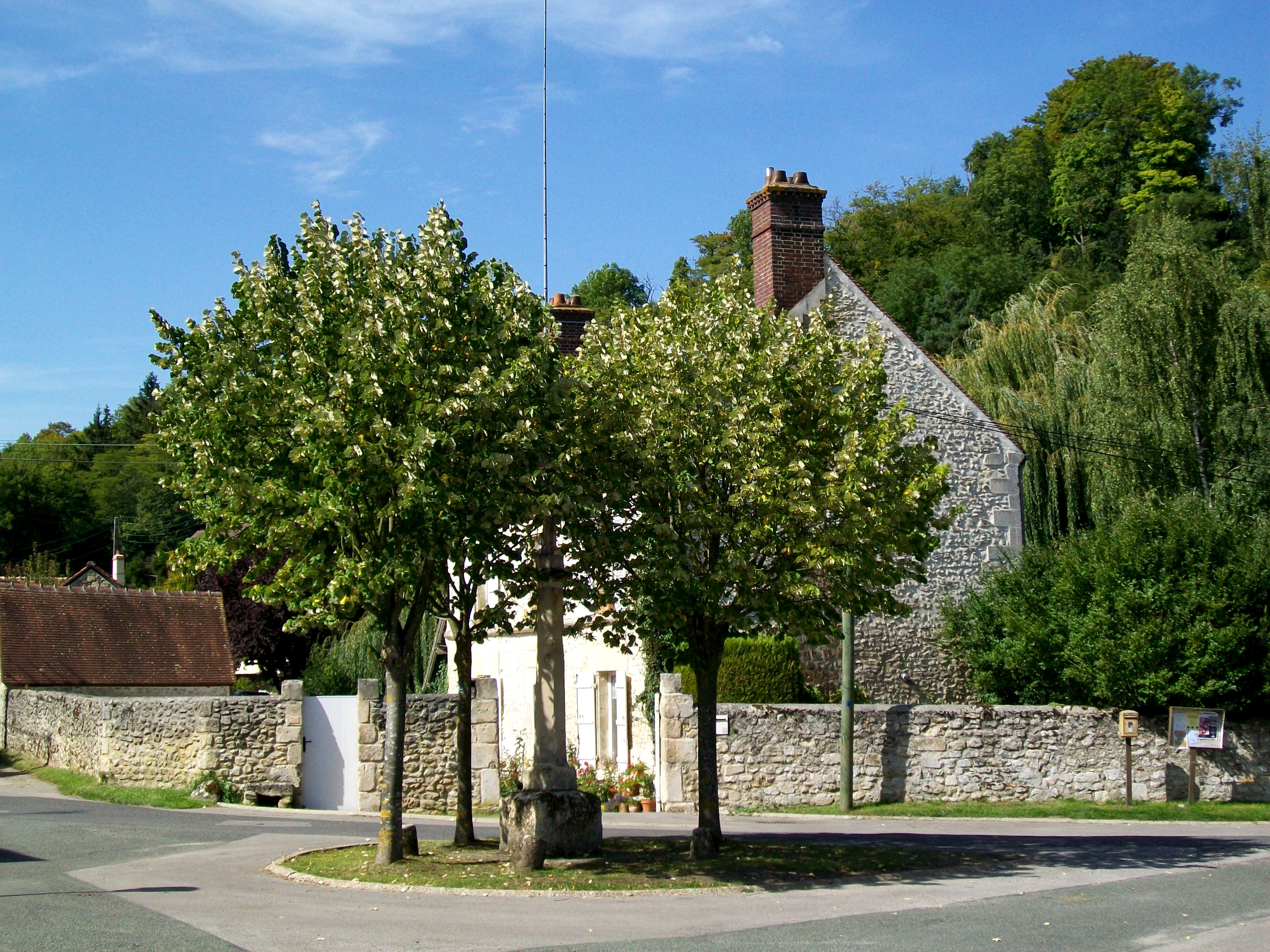
Le calvaire de Noël-Saint-Remy, sur la place du même nom, non loin de l'église.
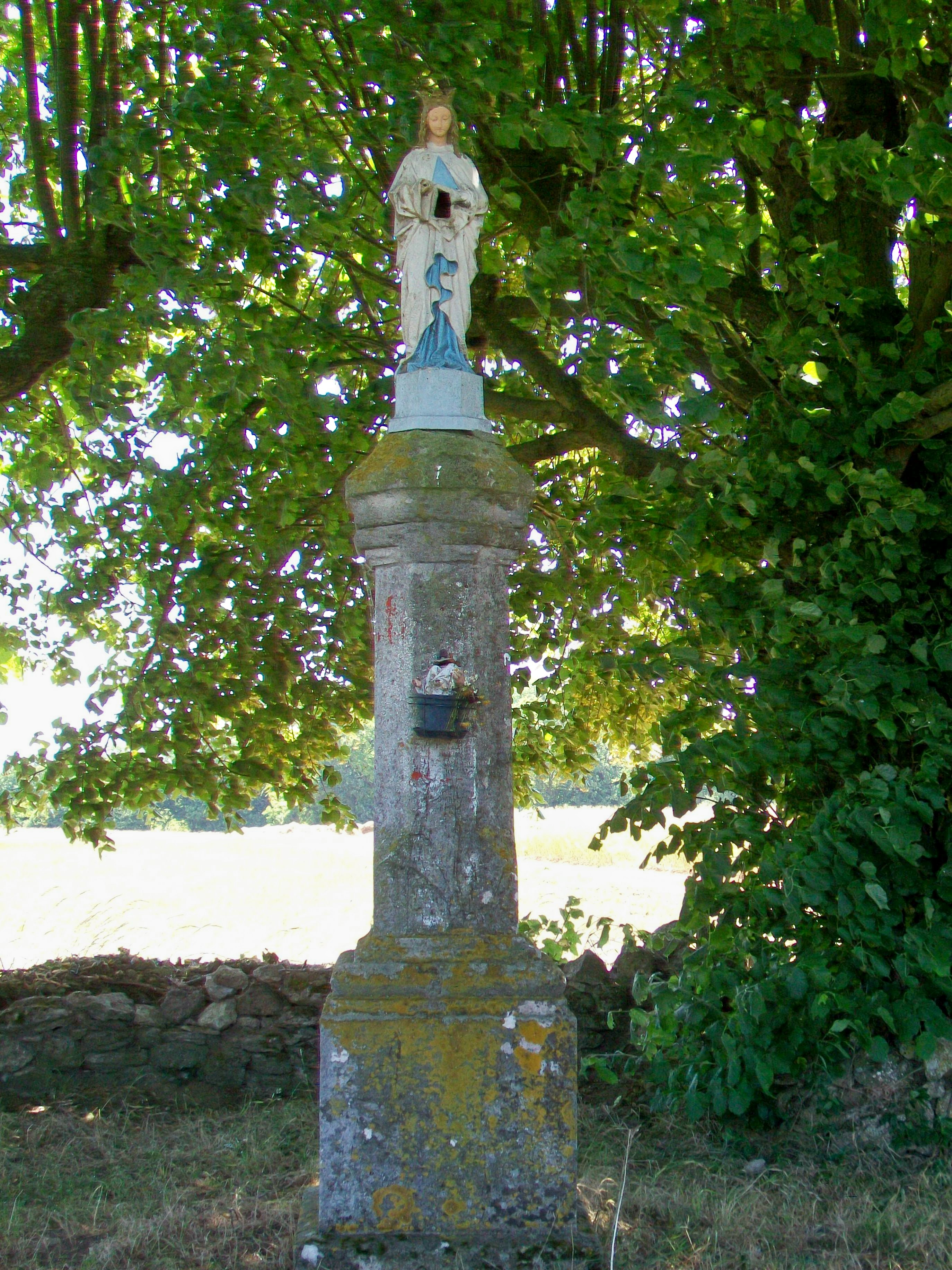
Notre-Dame-des-Champs, sur le plateau du Montvinet, à l'ouest du village.

#### Patrimoine religieux
- Presbytère : commencé en juillet 1789, il n'est achevé qu'après la Révolution. L'ancien presbytère est donné au curé pour le dédommager de la perte de sa grange. Le nouveau bâtiment est pourvu de tout le confort : fourneau-potager avec trois réchauds en fonte ; pierre d'évier avec évacuation en plomb vers la cour ; four de cuisine sur voûte formant réserve de charbon ; cheminées en brique ; carreaux de terre cuite dans le vestibule, le rez-de-chaussée et le palier ; cour pavée en grès. Une cave sera même ajoutée en 1864. Ce presbytère abritera les curés de Roberval jusqu'en 1957, date à laquelle l'abbé Charles, curé de la paroisse depuis trente-sept ans, se retire. Depuis, le curé de Pontpoint dessert l'église de Roberval.
- Croix de mission du Hazoy : calvaire dressé sur une éminence dominant Roberval de plus de quarante mètres, déjà présent sur les cartes de 1725, le lieu-dit se nommant déjà « le Calvaire » en 1830. Placé au-dessus d'une grotte, le calvaire est réédifié en 1909 et béni à l'issue d'une procession menée par le curé Carbonnier. Détruit de nouveau en 1982, il est restauré par les habitants (seule la croix de bois est changée, le christ est rénové et la base en brique est conservée). Non identifiable sur le terrain, sans illustration.
- Calvaire de Noël-Saint-Remy : édifié sur la place de Noël-Saint-Remy, près de l'église (déjà présent sur les cartes de 1780), ce calvaire est composé d'un socle entouré de quatre bornes et d'une base cubique monolithique relié à une colonne de pierre. La section de la colonne est carrée à la base et hexagonale au sommet. Le sommet est composé d'une corniche hexagonale moulurée. Le crucifix en fer forgé d'origine, très finement ouvragée avec un christ entouré de faisceaux, a été remplacé en 2001 par une simple croix de ciment blanc. Le calvaire est entouré de tilleuls replantés pour le bicentenaire de la Révolution.
- Calvaire du Fond-Maillet : crucifix en bois planté au pied d'une grange datant de 1891. Il fut édifié par un habitant du village. Restauré par une personne du hameau, il a été béni par l'abbé Bureau en septembre 1989.
- Notre-Dame des Champs : statue de la Vierge à l'Enfant, en fonte polychrome sur colonne de pierre et socle monolithique. La statue fut placée ici vers 1880 par M. Mancheron, cultivateur à la ferme voisine de Montvinet (commune de Pontpoint). La statue marque la limite entre les communes de Roberval et de Pontpoint. Elle est entourée par quatre tilleuls et deux lauriers, et par des murets de pierre sèche. La tête de l'Enfant-Jésus, disparue, a été remplacée curieusement par une tête de poupée en plastique.

#### Patrimoine écologique

##### La pelouse calcicole de Fosse
Cet espace escarpé et dominant le vallon de Fosse fut longtemps dévolu au pâturage itinérant des moutons. Cette utilisation pastorale a permis le maintien d'une pelouse rase aux espèces botaniques très variées. À la disparition de l'élevage ovin au début du XXe siècle, les lapins ont pendant un temps pris le relais pour entretenir ce milieu. Aujourd'hui, la végétation arborée est en passe d'envahir la pelouse qui a déjà disparu à environ 50 %.
Au milieu des genévriers, des pins sylvestres (plantés) et des plantes aromatiques (origan vulgaire, thym, serpolet…), l'on peut trouver les orchidées les plus diverses et les plus somptueuses de nos régions et surtout les moins courantes. Parmi les espèces rares en France, citons la très étrange Limodore à feuilles avortées, à la longue hampe violette sans feuilles (protégée en Picardie) ainsi que l'Orchis guerrier, dont les trois pétales supérieurs se réunissent curieusement en forme de petits casques de soldats. D'autres orchidées sont un peu plus répandues comme l'Ophrys abeille et l'Ophrys mouche ressemblant à s'y méprendre aux insectes qui leur ont donné leur nom. On trouve aussi l'Orchis singe et l'Orchis bouc. Mais d'autres fleurs rares en France accompagnent les orchidées de Fosse, parmi lesquelles l'Anémone pulsatille, l'Epipactis brun rouge, (assez rare), l'Euphorbe de Séguier (rare), le Fumana vulgaire (rare, protégée en Picardie), le genêt des teinturiers, la germandrée des montagnes (assez rare, protégée en Picardie), la Véronique couchée (rare).
La pelouse calcicole de Fosse est très menacée : par la croissance des arbres et le manque d'entretien, mais aussi parfois par l'érosion des sols provoquée par le piétinement et la pratique de la moto verte. Cet espace est néanmoins protégé au titre de site inscrit de la vallée de la Nonette et de ZNIEFF.

##### Les coteaux de la Cavée des Rois
Il s'agit essentiellement de coteaux boisés appartenant aux habitats suivants : tillaie-frênaie des expositions froides à tilleul à grandes feuilles ; hêtraie-chênaie pédonculé avec présence de gaillet odorant, de lauréole et de laîche glauque ; hêtraie-tillaie des pentes colluvionnées avec présence de gouet tacheté et mercuriale vivace ; et chênaie pédonculée à primevère élevée. D'autres habitats plus courants se rencontrent aussi : fourrés à noisetiers communs et clématite des haies, frênes, saules marsault ou érables sycomores, etc. On trouve également ici le polystic à aiguillons (fougère assez rare, ayant déterminé la création de la ZNIEFF). Ce milieu n'est pour l'instant pas très menacé, sauf par le « grignotage » urbain. L'espace est protégé au titre de zone ND, de site de la vallée de la Nonette, de ZNIEFF et, prochainement, de site Natura 2000.

##### Les cavées des Rois, de Fosse, Martine et Carnage
Les vallons de Roberval se terminent par des gorges étroites et encaissées, les « cavées ». Il y règne une forte humidité en toutes saisons, génératrice d'une végétation exubérante dont la densité se traduit par une pénombre permanente. Elles sont souvent empruntées par des chemins qui remontent au temps des Gaulois. On y trouve toute une série de fougères comme le Polystic à aiguillons (assez rare), le Cystopteris délicat ou la fameuse « langue de cerf » (la scolopendre). D'épais coussins de mousse (thuidie à feuilles de tamarins ou queue-de-renard) tapissent les rochers éboulés. Au-dessus des cavées croissent les hêtres, chênes, frênes, tilleuls, noisetiers, érables et saules déjà cités pour la cavée des Rois. Ces cavées sont les territoires de prédilection des chevreuils, des blaireaux, des renards, des lapins de garenne, des sitelles torchepot ou des roitelets huppés. Roberval compte quatre cavées : la cavée des Rois (zone Natura 2000, ND et ZNIEFF), la cavée de Fosse (zone ND et ZNIEFF), la cavée Martine (Zone ND) et la cavée Carnage (Zone ND). Ce milieu n'est pour l'instant pas très menacé, sauf par les risques de dépotoirs dans certains cas.

##### Les grottes du calvaire et aux Renards
Il existe deux grottes naturelles sur le territoire de Roberval. La grotte du Calvaire est située au-dessus de l'église, sous une croix. La grotte aux Renards est située sur le coteau de Fosse. Ces deux grottes, la première assez vaste, la seconde plus réduite, sont issues de l'érosion des sables de Cuise (Yprésien) qui ont dégagé les entablements de calcaire lutétien qui les surmontaient. Ces grottes, à l'hygrométrie constante, abritent de nombreux terriers de renards ou de lapins mais aussi des chauves-souris comme les pipistrelles. À Fosse, deux espèces de chauves-souris très rares dans toute la France ont été identifiées dans des caves : le vespertilion de Bechstein et le vespertilion à oreilles échancrées. Une chauve-souris peut, en une nuit, attraper cinq cents à mille insectes. Ces espèces sont menacées par la modification de leur habitat (fermeture des caves), les pesticides, la diminution de la quantité d'insectes ou le dérangement. Toutes les chauves-souris sont protégées par la loi.

##### Les zones humides du Marais, du Rouanne et de Brune

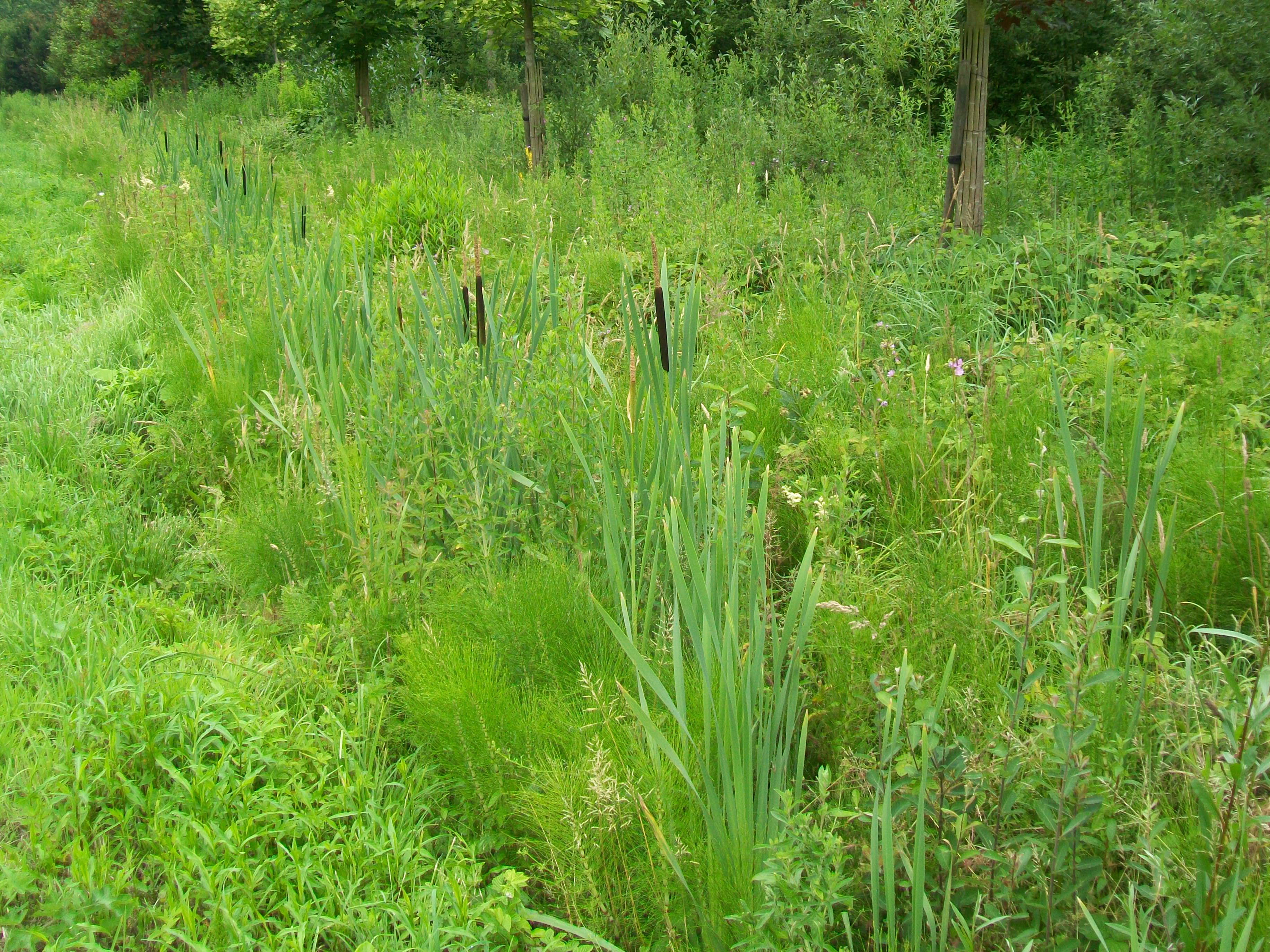
Le marais de Fosse, route du Marais.

Plusieurs marécages et tourbières sont présents à Roberval (des Mégaphorbiaie eutrophes avec présence de la grande ortie et consoude officinale). Ces zones humides constituent de très riches biotopes : on y trouve des aulnes, des saules, des trembles, des carex, des roseaux (massettes ou Phragmites), des lentilles d'eau, du cresson, des joncs, des iris d'eau, etc. Ces zones marécageuses sont très fréquentées par les sangliers, chevreuils ou cerfs qui viennent y boire et se vautrer dans la boue (le souillard) pour se débarrasser des parasites. On y observe occasionnellement des hérons cendrés, des busards des roseaux, des chevaliers cul-blancs, des ragondins, des rainettes, etc.
Les trois zones humides de Roberval sont :
- le Marais (13 ha, ZNIEFF et zone ND),
- les marécages du Rouanne (une bande étroite de 19 ha entre Noël-Saint-Martin et le moulin de Joncquoy, ZNIEFF et zone ND pour la moitié sud, site inscrit du Château pour la partie centrale) et
- deux petits marécages à la Brune (rue des Écoles, 1 ha, zone ND) et à la cavée des Rois (2 ha, ZNIEFF et zone ND).

Ces marécages sont très menacés par le drainage, la plantation d'espèces étrangères (peupliers hybrides), le remblaiement ou le « grignotage » par l'urbanisation. C'est regrettable car ces zones humides jouent un rôle majeur dans l'équilibre hydrologique, agissant comme des éponges se gorgeant d'eau en saison humide et restituant cette réserve en été. Plus important encore, elles assurent l'épuration de l'eau avant de la restituer à la nappe phréatique.

### Personnalités liées à la commune
- Jean-François de Larocque de Roberval (1500-1560), homme de guerre protestant, corsaire, courtisan de François Ier, vice-roi du Canada, explorateur du passage du Nord-Ouest, seigneur de Roberval, Moru, Rhuis, constructeur du colombier de Roberval et de l'église Saint-Rémi de Roberval.
- Gilles Personne de Roberval (1602-1675), mathématicien et physicien, inventeur de la balance à deux fléaux dite balance de Roberval.
- Louis-Charles de La Tour d'Auvergne, seigneur de Roberval de 1691 à 1692.
- Charlotte de La Mothe-Houdancourt, dame de Roberval de 1685 à 1744.
- Hercule-Mériadec de Rohan-Soubise, seigneur de Roberval.
- Charles de Rohan-Soubise (1715-1787), duc de Rohan-Rohan, prince de Soubise, maréchal de France, militaire et ministre. Il fut le créateur de la perspective qui reliait le château et l'église de Roberval. La sauce Soubise lui doit son nom.

### Héraldique
| Armes de Roberval | Les armes de Roberval se blasonnent ainsi : d'azur à trois rocs d'échiquier d'argent. |